# Luiz Inácio Lula da Silva
Luiz Inácio Lula da Silva (phát âm tiếng Bồ Đào Nha: [luˈiz iˈnasiu ˈlulɐ da ˈsiwvɐ] Pt-Luiz Inacio Lula da Silva.oggⓘ; sinh ngày 27 tháng 10 năm 1945, nhưng được đăng ký ngày khai sinh là 6 tháng 10 năm 1945), còn được biết đến với tên Lula là Tổng thống Brasil thứ 35 và 39 (đương nhiệm). Là thành viên sáng lập của Đảng Lao động (PT - Partido dos Trabalhadores) Brasil, ông đã từng ra tranh cử tổng thống nhiều lần, lần đầu tiên là vào năm 1989. Năm 2002, ông giành thắng lợi trong cuộc bầu cử tổng thống và nhậm chức vào ngày 1 tháng 1 năm 2003. Trong cuộc bầu cử năm 2006, ông tái đắc cử nhiệm kỳ thứ 2. Nhiệm kỳ này kết thúc vào ngày 1 tháng 1 năm 2011. Ông được mô tả là "một người đàn ông với tham vọng táo bạo để thay đổi cán cân quyền lực giữa các quốc gia".
Vào đầu năm 2016, Lula trở thành Chánh văn phòng dưới sự quản lý của Rousseff; Tuy nhiên, thẩm phán Gilmar Mendes của Tòa án Tối cao Liên bang đã ngăn cản việc bổ nhiệm, do các cuộc điều tra liên bang đang diễn ra. Vào ngày 12 tháng 7 năm 2017, cựu Tổng thống bị kết án tại vụ án tham nhũng đầu tiên (cụ thể hơn là tham nhũng thụ động mà theo luật hình sự Brasil được xác định bằng việc nhận hối lộ bởi một công chức hoặc quan chức chính phủ) và rửa tiền và bị kết án 9 năm 6 tháng tù bởi thẩm phán Sérgio Moro. Năm 2022, ông đắc cử tổng thống Brasil sau khi đánh bại đối thủ là tổng thống đương nhiệm Jair Bolsonaro. Ông là tổng thống Brasil thứ hai hai lần đảm nhiệm cương vị này sau người đầu tiên là cố Tổng thống Ranieri Mazzilli.

## Thời trẻ
Luiz Inácio da Silva sinh ngày 27 tháng 10 năm 1945 tại Caetés, một địa phương nằm cách thủ phủ Recife của bang Pernambuco 250 km. Ông là con thứ bảy trong số 8 người con của ông bà Aristides Inácio da Silva và Eurídice Ferreira de Melo. Hai tuần sau khi Lula ra đời, cha ông cùng Valdomira Ferreira de Góis, một người chị em họ của mẹ ông, chuyển tới Santos.
Tháng 12 năm 1952, khi ông lên bảy tuổi, mẹ ông quyết định chuyển tới São Paulo để gặp lại bố ông. Sau hành trình 13 ngày trên thùng xe tải, họ tới Guarujá và phát hiện ra ông Aristides đã có một gia đình mới với Valdomira. Hai gia đình cũ và mới này sống chung nhà trong một thời gian, nhưng họ không mấy hoà thuận. Bốn năm sau, Eurídice đưa các con đến sống tại một căn phòng nhỏ phía sau một quán rượu ở thành phố São Paulo. Sau đó, Lula hiếm khi gặp lại cha ông, người đã trở nên nát rượu và chết năm 1978.

## Đời sống cá nhân
Lula đã kết hôn ba lần. Năm 1969, ông kết hôn với Maria de Lourdes, người đã chết vì bệnh viêm gan vào năm 1971 khi đang mang thai đứa con trai đầu lòng của họ, đứa con trai này cũng qua đời. Năm 1974, Lula có một cô con gái, Lurian, với bạn gái lúc bấy giờ là Miriam Cordeiro. Hai người chưa bao giờ kết hôn và ông ấy chỉ bắt đầu tham gia vào cuộc sống của con gái mình khi cô ấy đã là một thanh niên.  Năm 1974, Lula kết hôn với Marisa Letícia Rocco Casa, một góa phụ, sau đó ông có ba người con trai. Ông cũng nhận nuôi con trai của Marisa từ cuộc hôn nhân đầu tiên của bà. Lula và Marisa kết hôn trong 43 năm, cho đến khi bà qua đời vào ngày 2 tháng 2 năm 2017 sau một cơn đột quỵ. Ông kết hôn với Rosângela da Silva vào năm 2022. Hai người gặp nhau khi ông đang ngồi tù ở Curitiba, Paraná, do những cáo buộc tham nhũng sau đó đã được bãi bỏ.

## Giáo dục và hoạt động
Lula ít học tập ở trường lớp chính quy. Lên 10 tuổi, ông mới biết đọc. Ông bỏ học khi mới học hết lớp 4, bắt đầu đi đánh giày và bánh hàng rong để nuôi gia đình. Đến năm 14 tuổi, ông có công việc chính thức đầu tiên, đứng máy tiện trong một nhà máy sản xuất đồng.

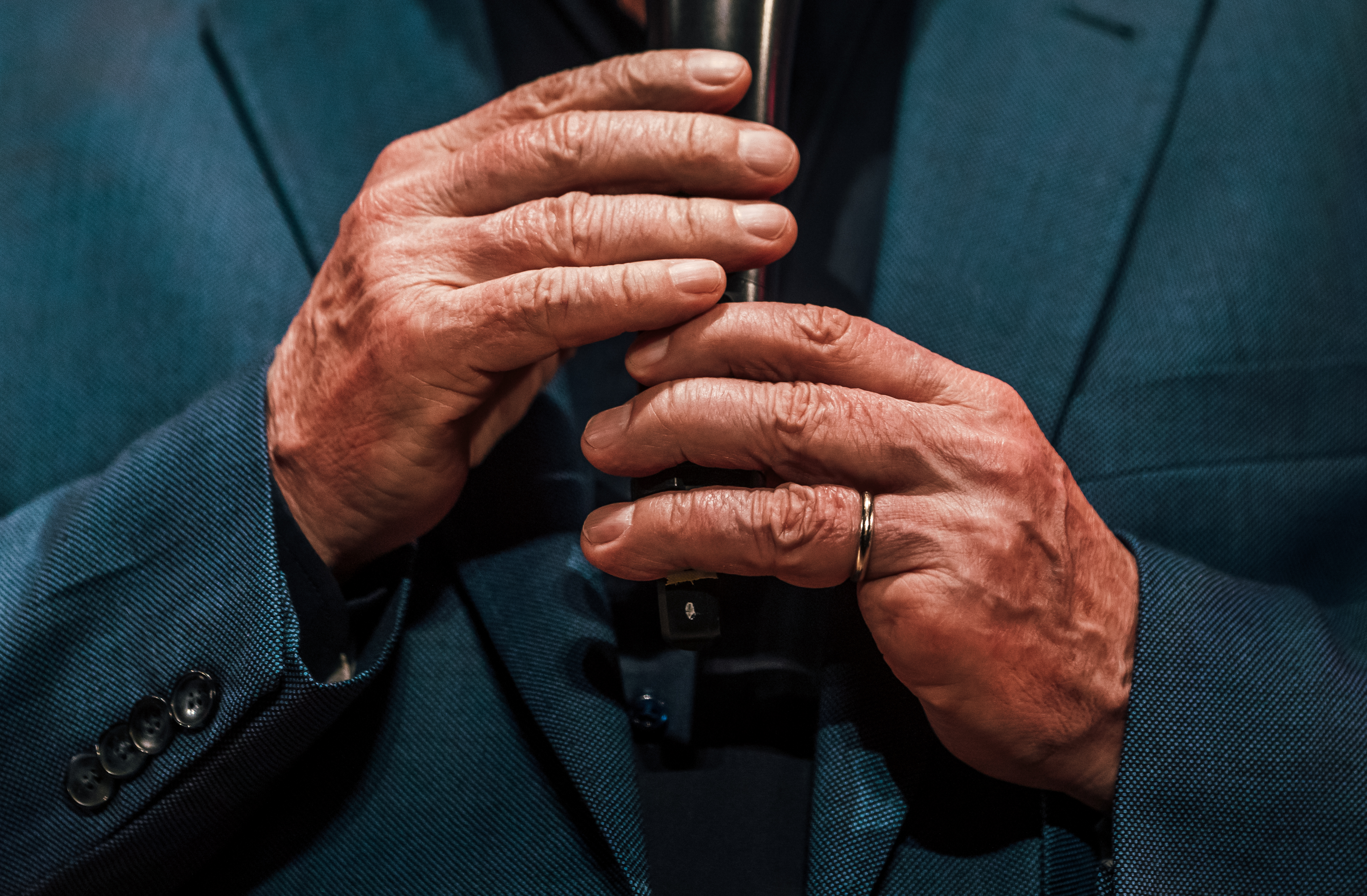
Lula da Silva bị mất một phần ngón tay út bên trái trong một tai nạn liên quan đến công việc khi ông là một công nhân vào cuối những năm 1960

Năm 1961, ông bắt đầu học nghề công nhân vận hành máy ép khi đang theo học khóa dạy nghề trong ngành luyện kim sản xuất ốc vít. Trong thời kỳ này, Lula lần đầu tiên tiếp xúc với các phong trào đình công. Sau khi phong trào thất bại trong các cuộc đàm phán, Lula rời công ty để chuyển sang ngành luyện kim khác. Ở đó, năm 19 tuổi, ông bị mất ngón út bên trái trong một tai nạn khi đang làm nhân viên vận hành báo chí trong nhà máy. Sau vụ tai nạn, ông phải chạy đến một số bệnh viện trước khi được chăm sóc y tế. Kinh nghiệm này đã làm tăng hứng thú của ông trong việc tham gia vào Liên đoàn Công nhân. Trong khoảng thời gian đó, ông đã tham gia vào các hoạt động của đoàn thể và giữ một số chức vụ quan trọng của đoàn thể.

## Hoạt động công đoàn
Nhờ sự động viên tinh thần của người anh trai Frei Chico, Lula đã tham gia các phong trào của người lao động khi ông làm việc tại Indústrias Villares. Năm 1975, ông được bầu làm chủ tịch Hội Liên hiệp Công nhân ngành thép của São Bernardo do Campo và Diadema, sau đó tái đắc cử năm 1978. Cả hai thành phố này đều nằm trong Vùng ABCD, nơi tập trung hầu hết các cơ sở sản xuất xe hơi ở Brasil (như Ford, Volkswagen, Toyota, Mercedes-Benz và nhiều công ty khác) và là những thành phố công nghiệp quan trọng của đất nước. Cuối những năm 1970, khi Brasil nằm trong quyền kiểm soát của chính quyền quân sự, Lula tổ chức nhiều hoạt động công đoàn, bao gồm cả những cuộc đình công lớn. Toà án lao động Brasil tuyên bố các cuộc đình công là bất hợp pháp và ông đã bị tù giam một tháng.

## Hoạt động chính trị

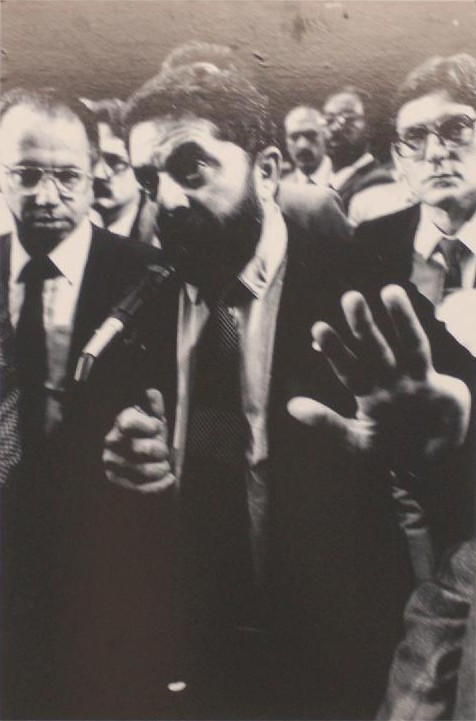
Lula phát biểu tại phiên họp toàn thể của Phòng đại biểu, năm 1989

Ngày 10 tháng 2 năm 1980, một nhóm các học giả, trí thức và lãnh đạo công đoàn, trong đó có Lula, thành lập Đảng Lao động (Partido dos Trabalhadores - PT), một đảng cánh tả với những ý tưởng tiến bộ ra đời giữa lúc Brazil ở chế độ quân sự.
Năm 1982, ông đã thêm biệt danh Lula vào tên hợp pháp của mình. Năm 1983, ông giúp thành lập hiệp hội công đoàn Central Única dos Trabalhadores (CUT). Năm 1984, PT và Lula tham gia chiến dịch vận động mang tên "Diretas Já!" (Trực tiếp ngay!), đấu tranh cho việc bầu trực tiếp tổng thống. Theo hiến pháp năm 1967, Tổng thống vào thời điểm đó được bầu bởi cả hai viện của Quốc hội trong phiên họp chung, với đại diện của tất cả các Cơ quan lập pháp bang; điều này đã được nhiều người công nhận chỉ là một sự giả tạo vì kể từ cuộc đảo chính tháng 3 năm 1964, mỗi Tổng thống "được bầu" đều là một vị tướng đã nghỉ hưu được chọn trong một cuộc họp kín của quân đội. Lula và PT đã ủng hộ nhu cầu của công chúng về một sự thay đổi trong hệ thống bầu cử. Nhưng chiến dịch đã bị đánh bại bởi một cuộc bỏ phiếu tại Quốc hội bác bỏ một sửa đổi kêu gọi bầu cử trực tiếp vào năm sau, và vào năm 1985, một tổng thống dân sự, Tancredo Neves, được bầu theo thủ tục gián tiếp tương tự, với sự ủng hộ của Lula. Chỉ bốn năm sau, là kết quả trực tiếp của Diretas Já! và sau nhiều năm đấu tranh của quần chúng, cuộc bầu cử năm 1989 là cuộc bầu cử đầu tiên trong 29 năm bầu tổng thống bằng phổ thông đầu phiếu trực tiếp.

### Bầu cử

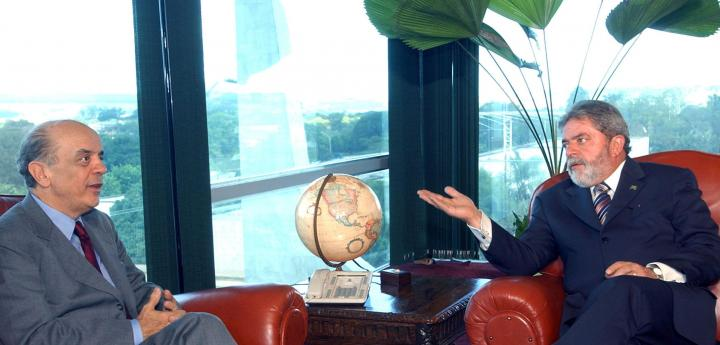
Lula và thị trưởng São Paulo José Serra, người mà ông đã đánh bại trong bầu cử tổng thống năm 2002

Lula ra tranh cử lần đầu tiên vào năm 1982, cho chính quyền bang São Paulo, và bị thua. Trong cuộc bầu cử năm 1986, Lula đã giành được một ghế trong Quốc hội với nhiều phiếu bầu nhất trên toàn quốc. Đảng Công nhân đã giúp soạn thảo Hiến pháp của chính phủ hậu quân sự của đất nước, đảm bảo hiến pháp đảm bảo mạnh mẽ cho quyền của người lao động, nhưng không đạt được đề xuất thúc đẩy cải cách nông nghiệp trong văn bản Hiến pháp. Dưới sự lãnh đạo của Lula, PT đã có lập trường chống lại Hiến pháp tại Quốc hội Lập hiến năm 1988, miễn cưỡng đồng ý ký vào bản dự thảo đã được thống nhất ở giai đoạn sau.
Năm 1989, khi còn là một Nghị sĩ, Lula tranh cử với tư cách là ứng cử viên PT trong cuộc bầu cử dân chủ đầu tiên cho vị trí tổng thống kể từ năm 1960. Lula và Leonel Brizola, hai ứng cử viên cánh tả nổi tiếng, được kỳ vọng sẽ giành vị trí đầu tiên. Lula được coi là người thiên tả hơn trong hai người, ủng hộ cải cách ruộng đất ngay lập tức và không trả được nợ nước ngoài. Một ứng cử viên nhỏ, Fernando Collor de Mello, cựu thống đốc Alagoas, đã nhanh chóng nhận được sự ủng hộ của giới tinh hoa quốc gia với một chương trình nghị sự thân thiện với doanh nghiệp hơn. Collor trở nên nổi tiếng khi đảm nhận các vị trí chống tham nhũng mạnh mẽ; cuối cùng ông đã đánh bại Lula ở vòng thứ hai của cuộc bầu cử năm 1989. Năm 1992, Collor từ chức, trước nguy cơ bị luận tội vì bị cáo buộc biển thủ công quỹ.
Lula từ chối tái tranh cử với tư cách là Nghị sĩ vào năm 1990, bận rộn với việc mở rộng các tổ chức của Đảng Lao động trên khắp đất nước. Khi bối cảnh chính trị trong những năm 1990 chịu ảnh hưởng của kế hoạch ổn định tiền tệ thực tế của Brazil, kế hoạch đã chấm dứt hàng thập kỷ lạm phát tràn lan, cựu Bộ trưởng Bộ Tài chính PSDB Fernando Henrique Cardoso đã đánh bại Lula vào năm 1994 và một lần nữa, với tỷ số thậm chí còn lớn hơn, vào năm 1998.
Một bài báo năm 2010 trên tờ The Washington Post nói rằng, trước khi đắc cử tổng thống, Lula từng là một "nhà tổ chức công đoàn kiên cường nổi tiếng với bộ râu rậm rạp và những chiếc áo phông Che Guevara". Trong chiến dịch tranh cử năm 2002, Lula đã từ bỏ cả phong cách ăn mặc giản dị và nền tảng của mình về việc liên kết việc thanh toán nợ nước ngoài của Brazil với một cuộc kiểm toán kỹ lưỡng trước đó. Điểm cuối cùng này đã khiến các nhà kinh tế, doanh nhân và ngân hàng lo lắng, họ sợ rằng ngay cả khi Brazil vỡ nợ một phần cùng với vỡ nợ hiện tại của Argentina sẽ có tác động lan tỏa lớn đến nền kinh tế thế giới. Chấp nhận lời khuyên của nhà tư vấn chính trị Duda Mendonça để theo đuổi một hình ảnh thân thiện với giới truyền thông hơn, Lula đã dẫn đầu lĩnh vực này trong vòng đầu tiên của cuộc bầu cử năm 2002, được tổ chức vào ngày 6 tháng 10, với tỷ số chênh lệch gần như hai chọi một so với ứng cử viên PSDB, José Serra. Sau đó, ông đã đánh bại Serra trong cuộc bỏ phiếu, để trở thành tổng thống cánh tả đầu tiên của đất nước sau sự sụp đổ của chế độ độc tài quân sự ở Brazil, với 61,3% phiếu bầu.
Tại cuộc tổng tuyển cử ngày 1 tháng 10 năm 2006, Lula đã giành được vài nghìn phiếu bầu sau khi được bầu lại trong một vòng duy nhất (cho đến nay, Cardoso là người duy nhất giành chiến thắng ở vòng đầu tiên kể từ khi cuộc bầu cử trực tiếp trở lại vào năm 1989). Ông ấy phải đối mặt với một cuộc bỏ phiếu vào ngày 29 tháng 10 và giành chiến thắng với tỷ số chênh lệch đáng kể trước Geraldo Alckmin của PSDB, mặc dù với tỷ lệ phiếu bầu nhỏ hơn một chút so với ông ấy đã giành được trong cuộc bỏ phiếu năm 2002 (60,83% so với 61,3%). Trong một cuộc phỏng vấn được công bố vào ngày 26 tháng 8 năm 2007, ông nói rằng ông không có ý định tìm kiếm một sự thay đổi hiến pháp để có thể tranh cử nhiệm kỳ thứ ba liên tiếp; ông cũng nói rằng ông muốn "kết thúc nhiệm kỳ [của mình] ở một vị trí vững chắc để gây ảnh hưởng đến việc kế vị."
Vào đầu tháng 9 năm 2018, tòa án bầu cử hàng đầu của Brazil đã cấm cựu tổng thống Lula da Silva tranh cử tổng thống trong cuộc tổng tuyển cử năm 2018 do bị kết tội tham nhũng, theo Lei da Ficha Limpa. Thay vào đó, Fernando Haddad ra tranh cử tổng thống với tấm vé của Đảng Công nhân và bị Jair Bolsonaro đánh bại, sau khi giành được gần 45% số phiếu phổ thông trong cuộc tranh cử giữa các ứng cử viên.

## Tổng thống lần đầu (2003–2010)
Lula đã phục vụ hai nhiệm kỳ tổng thống từ năm 2003 đến năm 2010 và rời nhiệm sở vào ngày 1 tháng 1 năm 2011. Trong bài phát biểu chia tay, ông nói rằng ông cảm thấy có thêm gánh nặng phải chứng minh rằng mình có thể đảm đương chức vụ tổng thống mặc dù khởi đầu khiêm tốn của mình. "Nếu tôi thất bại, thì giai cấp công nhân sẽ thất bại; chính những người nghèo của đất nước này sẽ chứng tỏ rằng họ không có những gì cần thiết để cai trị."

### Định hướng chính trị

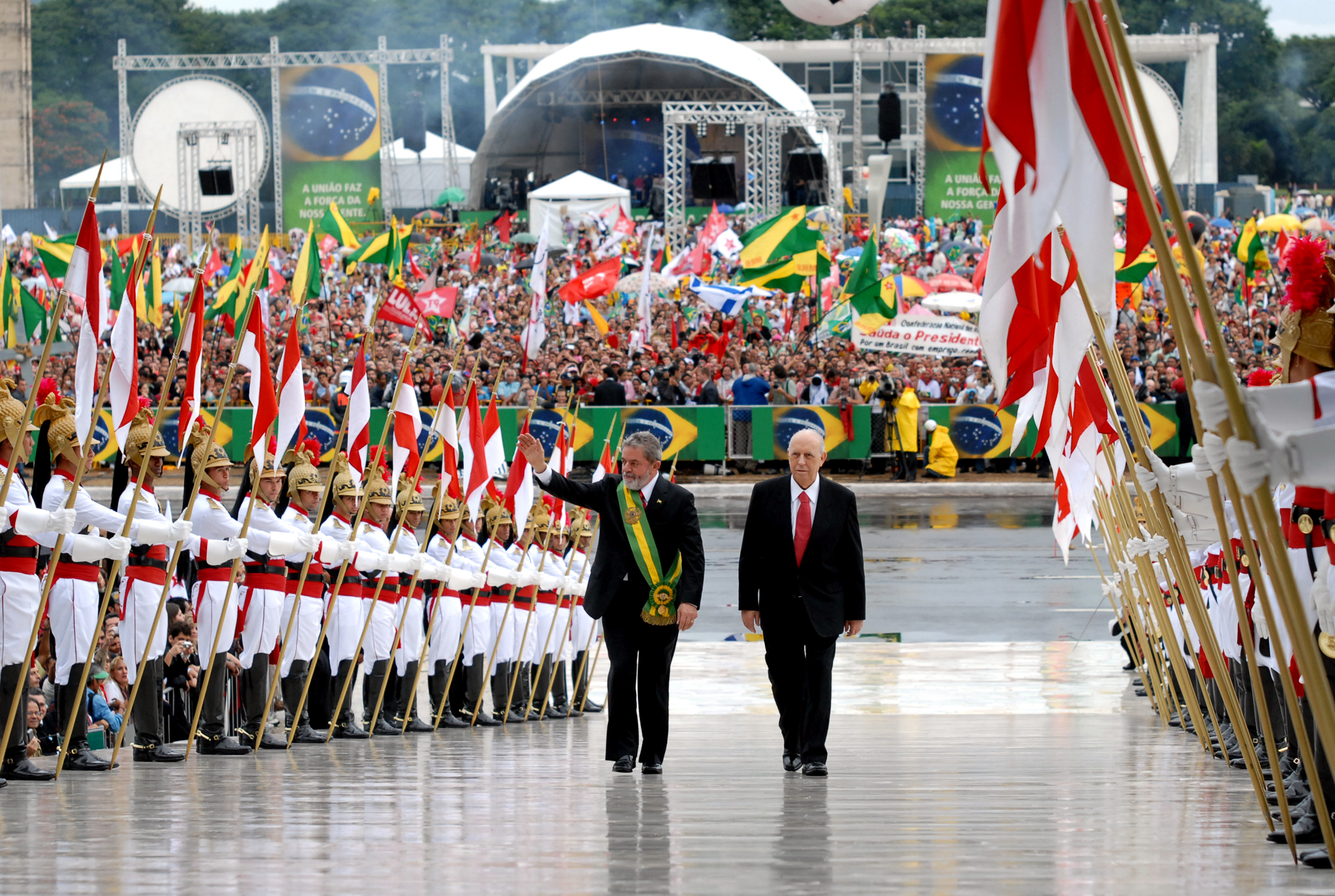
Lula trên đoạn đường nối dẫn đến Palácio do Planalto với Phó Tổng thống José Alencar cho Lễ nhậm chức tổng thống Brazil đánh dấu sự khởi đầu nhiệm kỳ thứ hai năm 2007.

Rất ít cải cách được đề xuất thực sự được thực hiện trong nhiệm kỳ của Lula. Một số cánh của Đảng Công nhân không đồng ý với sự tập trung điều độ ngày càng tăng kể từ cuối những năm tám mươi và kể từ đó một số đã rời đảng để thành lập các đảng, chẳng hạn như Đảng Vì sự nghiệp của Người lao động, Đảng Công nhân Xã hội Chủ nghĩa Thống nhất và trong nhiệm kỳ tổng thống của Lula là Đảng Xã hội và Tự do. Liên minh với các chính trị gia đầu sỏ truyền thống, lâu đời, như các cựu tổng thống José Sarney và Fernando Collor, đã gây thất vọng cho một số người.

### Các dự án xã hội

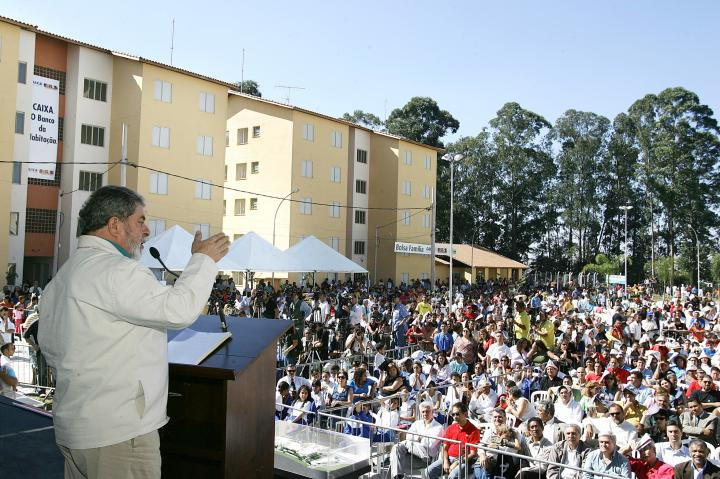
Lula có bài phát biểu tại Diadema trong một sự kiện công khai phát động hỗ trợ xã hội hơn nữa dưới hình thức nhà ở được trợ cấp và chương trình Bolsa Família tín dụng.

Lula đặt các chương trình xã hội lên hàng đầu trong chương trình nghị sự của mình trong các chiến dịch tranh cử và sau cuộc bầu cử. Ngay từ rất sớm, chương trình hàng đầu của ông là xóa đói, tiếp nối các dự án đã được chính quyền Fernando Henrique Cardoso đưa vào thực hiện, nhưng được mở rộng bởi chương trình Fome Zero ("Không còn nạn đói") mới.  Chương trình kết hợp một loạt các chương trình với mục tiêu chấm dứt nạn đói ở Brazil thông qua việc xây dựng các bể chứa nước ở vùng bán khô hạn Sertão của Brazil, chống lại tình trạng mang thai ở tuổi vị thành niên, củng cố nông nghiệp gia đình, phân phối một lượng tiền mặt tối thiểu cho người nghèo và nhiều hoạt động khác.
Lula đã đưa ra một chương trình hỗ trợ nhà ở có phạm vi vượt trội hơn nhiều so với các chính sách được phát triển cho đến lúc đó. Hơn 15 tỷ euro đã được đầu tư vào lọc nước và đô thị hóa các khu ổ chuột, và hơn 40 tỷ vào nhà ở. Ưu tiên hàng đầu, chính phủ đề xuất di dời dân cư nghèo sinh sống tại các "khu vực rủi ro", dễ bị lũ lụt hoặc sạt lở đất, sau đó mở rộng mạng lưới điện, triển khai công việc di dời đường phố và cải thiện nhà ở bấp bênh. Chính phủ cam kết dân chủ hóa việc tiếp cận tín dụng bất động sản.
Trong nhiệm kỳ đầu tiên của Lula, tình trạng suy dinh dưỡng ở trẻ em đã giảm 46%. Vào tháng 5 năm 2010, Chương trình Lương thực Thế giới của Liên hợp quốc (WFP) đã trao cho Lula da Silva danh hiệu "Nhà vô địch thế giới trong cuộc chiến chống nạn đói".
Chương trình hỗ trợ lớn nhất là Bolsa Família (Trợ cấp Gia đình), dựa trên Bolsa Escola (Trợ cấp Đi học) trước đó, có điều kiện về việc đi học, lần đầu tiên được giới thiệu tại thành phố Campinas bởi thị trưởng lúc bấy giờ là José Roberto Magalhães Teixeira. Không lâu sau đó, các thành phố và tiểu bang khác đã áp dụng các chương trình tương tự. Tổng thống Fernando Henrique Cardoso sau đó đã liên bang hóa chương trình này vào năm 2001. Năm 2003, Lula thành lập Bolsa Família bằng cách kết hợp Bolsa Escola với các khoản trợ cấp bổ sung cho thực phẩm và gas nhà bếp. Điều này được bắt đầu bằng việc thành lập một bộ mới - Bộ Phát triển Xã hội và Xóa đói. Việc sáp nhập này làm giảm chi phí hành chính và sự phức tạp của bộ máy quan liêu cho cả các gia đình liên quan và ban quản lý chương trình.
Fome Zero có ngân sách chính phủ và nhận tài trợ từ khu vực tư nhân và các tổ chức quốc tế. Chương trình Bolsa Família đã được quốc tế ca ngợi vì những thành tựu của nó, bất chấp những lời chỉ trích nội bộ cáo buộc nó đã biến thành vũ khí bầu cử.
Cùng với các dự án như Fome Zero và Bolsa Família, một chương trình hàng đầu khác của chính quyền Lula là Chương trình Tăng tốc Tăng trưởng (PAC). PAC có tổng ngân sách là 646 tỷ reais (353 tỷ USD) vào năm 2010 và là chương trình đầu tư chính của chính quyền Lula. Nó nhằm tăng cường cơ sở hạ tầng của Brazil, và do đó kích thích khu vực tư nhân và tạo thêm việc làm. Lĩnh vực cơ sở hạ tầng xã hội và đô thị dự kiến sẽ nhận được 84,2 tỷ reais (46 tỷ USD).

### Kinh tế

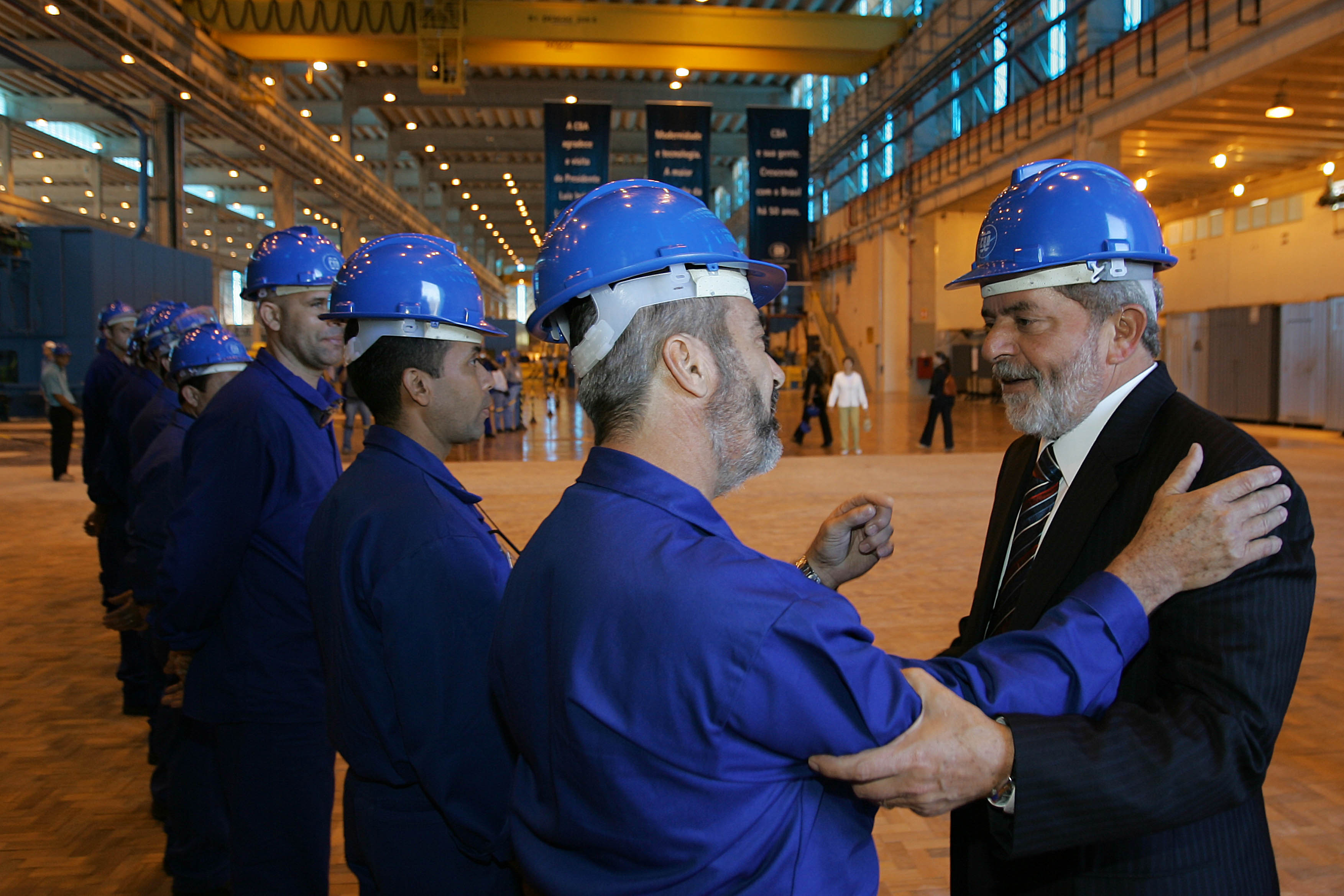
Lula trong chuyến thăm Công ty nhôm Brazil

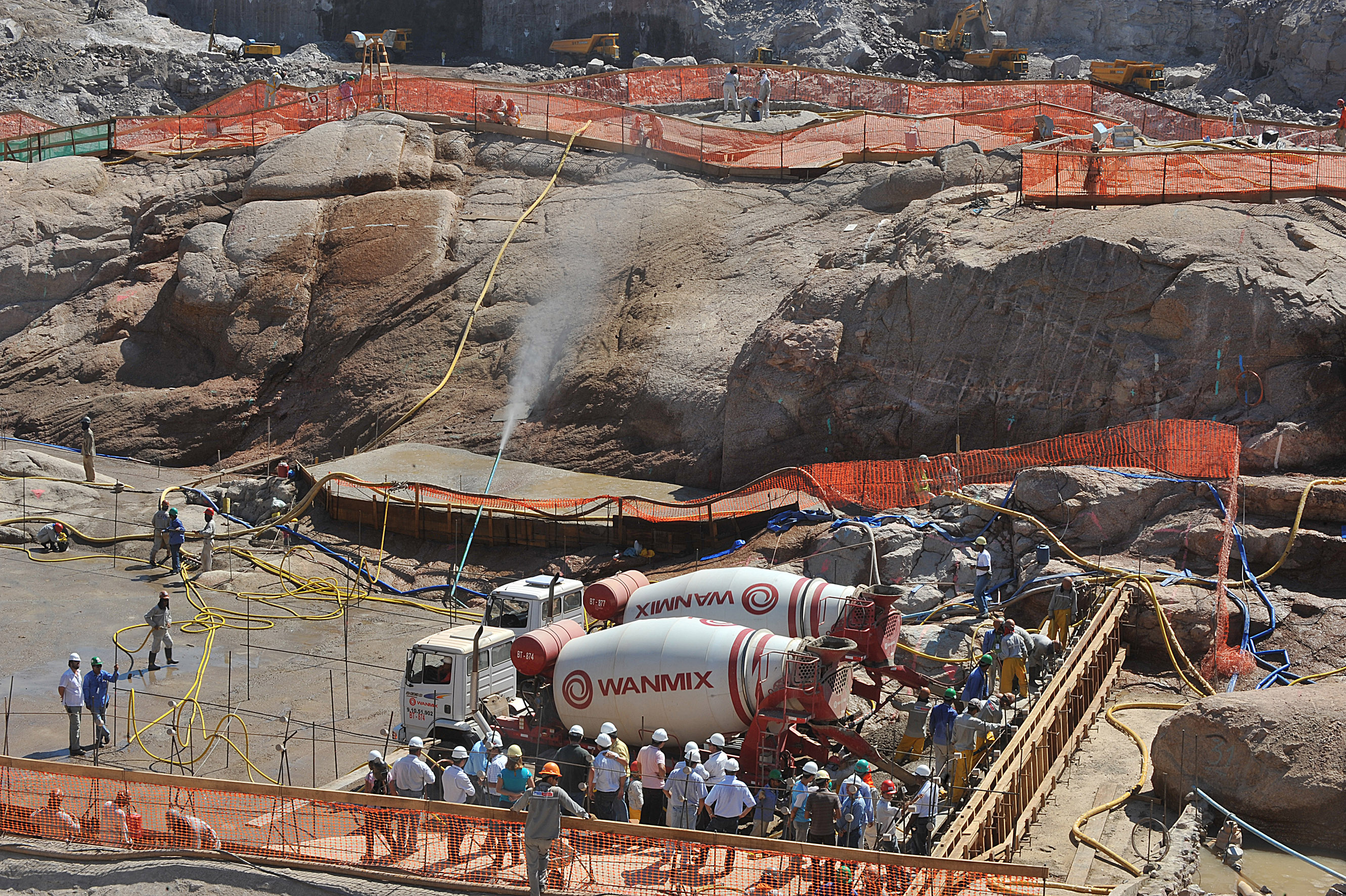
Địa điểm xây dựng Đập Santo Antônio, với sự tài trợ từ Chương trình Tăng tốc Tăng trưởng

Khi Lula có được sức mạnh trong thời gian chuẩn bị cho cuộc bầu cử năm 2002, nỗi sợ hãi về các biện pháp quyết liệt và sự so sánh với Hugo Chávez của Venezuela, đã làm gia tăng hoạt động đầu cơ trên thị trường nội địa. Điều này dẫn đến một số cơn cuồng loạn trên thị trường, góp phần làm giảm giá trị của đồng real và hạ xếp hạng tín dụng của Brazil.
Lula cũng chọn Henrique Meirelles của Đảng Dân chủ Xã hội Brazil, một nhà kinh tế học định hướng thị trường nổi tiếng, làm người đứng đầu Ngân hàng Trung ương Brazil. Là một cựu CEO của BankBoston, ông đã nổi tiếng trên thị trường. Meirelles được bầu vào Hạ viện năm 2002 với tư cách là thành viên của PSDB đối lập, nhưng đã từ bỏ để trở thành Thống đốc Ngân hàng Trung ương.
Lula và nội các của ông, ở một mức độ nào đó, đã đi theo sự lãnh đạo của chính phủ trước đó, bằng cách gia hạn tất cả các thỏa thuận với Quỹ Tiền tệ Quốc tế, được ký kết vào thời điểm Argentina vỡ nợ trong các thỏa thuận của chính họ vào năm 2001. Chính phủ của ông đã đạt được thặng dư ngân sách cơ bản thỏa đáng hai năm đầu đạt yêu cầu theo hiệp định của IMF, đến năm thứ ba vượt mục tiêu. Cuối năm 2005, chính phủ đã trả hết nợ cho IMF trước thời hạn hai năm.
Nền kinh tế Brazil nói chung không bị ảnh hưởng bởi vụ bê bối mensalão, liên quan đến việc mua phiếu bầu trong Quốc hội Brazil. Đầu năm 2006, Antonio Palocci từ chức bộ trưởng tài chính do dính líu đến bê bối lạm quyền. Lula sau đó bổ nhiệm Guido Mantega, một thành viên của PT và là một nhà kinh tế chuyên nghiệp, làm bộ trưởng tài chính. Mantega, một cựu chủ nghĩa Mác, người đã viết luận án Tiến sĩ (về Xã hội học) về lịch sử các tư tưởng kinh tế ở Brazil theo quan điểm cánh tả, được biết đến với việc chỉ trích lãi suất cao, điều mà ông tuyên bố là thỏa mãn lợi ích ngân hàng. Mantega cũng được nhà nước ủng hộ mức độ việc làm cao hơn. Không lâu sau khi bắt đầu nhiệm kỳ thứ hai, chính phủ của Lula đã công bố Chương trình Tăng tốc Tăng trưởng (Programa de Aceleração de Crescimento, PAC), một chương trình đầu tư nhằm giải quyết nhiều vấn đề ngăn cản nền kinh tế Brazil mở rộng nhanh hơn. Các biện pháp bao gồm đầu tư vào việc tạo ra và sửa chữa đường bộ và đường sắt, đơn giản hóa và giảm thuế, và hiện đại hóa sản xuất năng lượng của đất nước để tránh tình trạng thiếu hụt hơn nữa. Số tiền cam kết chi cho chương trình này được coi là khoảng 500 tỷ đô la R (hơn 250 tỷ đô la) trong bốn năm. Trước khi nhậm chức, Lula từng là người chỉ trích tư nhân hóa. Chính quyền của ông đã tạo ra các nhượng bộ hợp tác công tư cho bảy con đường liên bang.
Sau nhiều thập kỷ với khoản nợ nước ngoài lớn nhất trong số các nền kinh tế mới nổi, Brazil lần đầu tiên trở thành chủ nợ vào tháng 1 năm 2008. Đến giữa năm 2008, cả Fitch Ratings và Standard & Poor's đều nâng hạng nợ của Brazil từ mức đầu cơ lên mức đầu tư. Các ngân hàng kiếm được lợi nhuận kỷ lục dưới chính phủ của Lula.

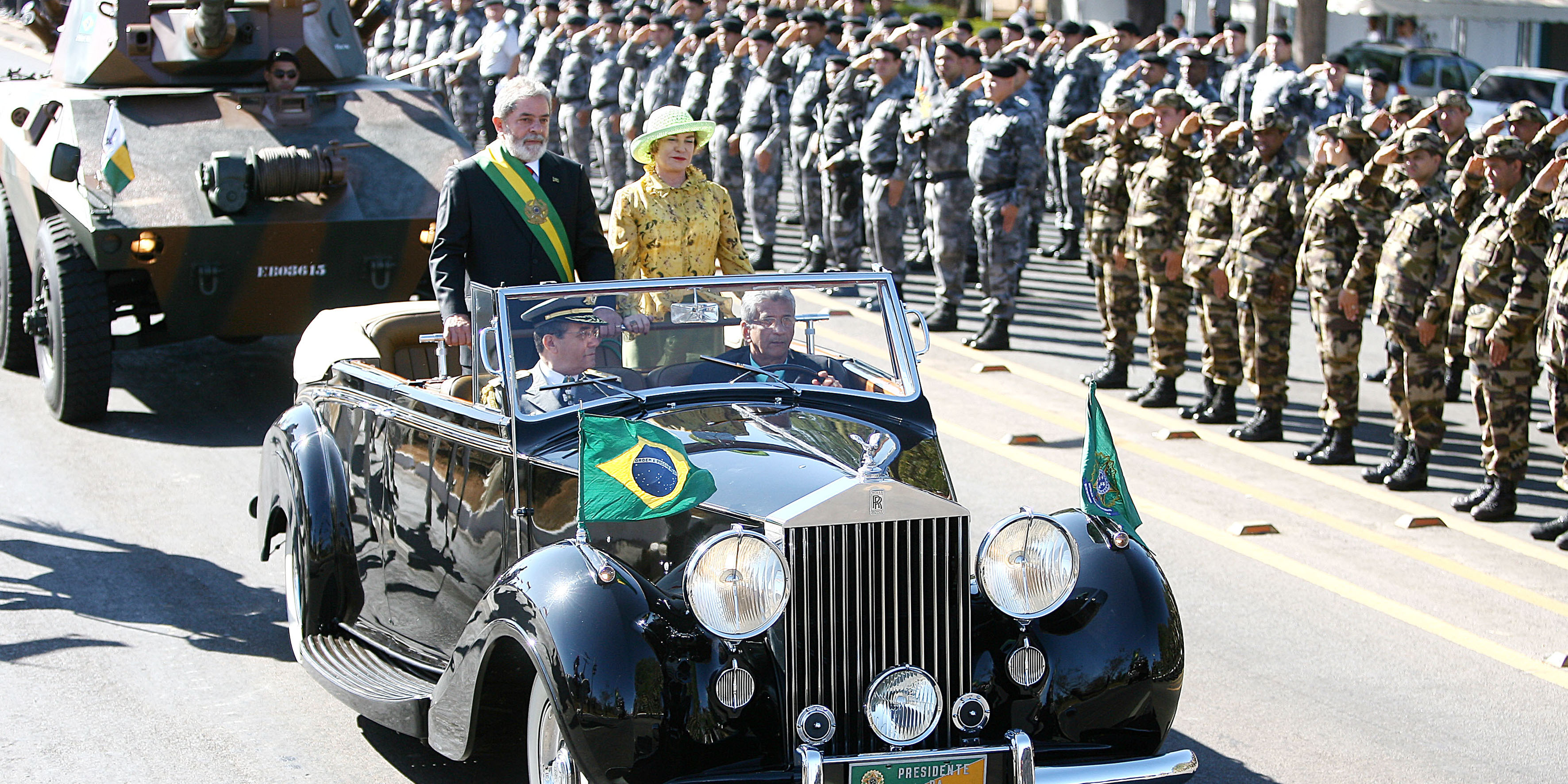
Lula và vợ Marisa Letícia duyệt binh cho Ngày Độc lập của Brazil năm 2007.

Nhiệm kỳ thứ hai của Lula tự tin hơn nhiều; Lula sau đó không chỉ là đối tượng không thể tranh cãi của tình cảm phổ biến, với tư cách là tổng thống đầu tiên mang lại hạnh phúc khiêm tốn cho nhiều người, mà còn kiểm soát hoàn toàn chính quyền của mình. Hai bộ trưởng hàng đầu của ông đã ra đi. Palocci không còn cần thiết để xoa dịu tâm trạng của các nhà đầu tư nước ngoài và Lula chưa bao giờ thích và hơi sợ José Dirceu, một bậc thầy về mưu mô và tính toán chính trị lạnh lùng. Việc loại bỏ chung của họ đã giải phóng Lula cho quyền chỉ huy duy nhất ở Brasilia. Khi đến giữa học kỳ thứ hai, một thách thức xuất hiện, ông đã xử lý nó một cách tự tin. Ông tuyên bố, sự sụp đổ của Phố Wall năm 2008 có thể là một cơn sóng thần ở Mỹ và châu Âu, nhưng ở Brazil, nó sẽ không hơn gì một 'gợn sóng' nhỏ ("uma marolinha"). Cụm từ này đã bị báo chí Brazil lấy làm bằng chứng về sự thiếu hiểu biết và vô trách nhiệm về kinh tế.  Năm 2008, Brazil có nền kinh tế tốt để chống lại cuộc khủng hoảng tài chính toàn cầu với một đợt kích thích kinh tế lớn kéo dài ít nhất là đến năm 2014.. Các chính sách kinh tế của chính quyền Lula cũng giúp nâng cao đáng kể mức sống, với tỷ lệ người dân Brazil thuộc tầng lớp tiêu dùng trung lưu. tăng từ 50% lên 73% dân số. [cần dẫn nguồn] Theo The Washington Post:
Dưới thời Lula, Brazil trở thành nền kinh tế lớn thứ tám thế giới, hơn 20 triệu người đã thoát khỏi cảnh nghèo đói trầm trọng và Rio de Janeiro đã được trao Thế vận hội Mùa hè 2016, lần đầu tiên Thế vận hội được tổ chức tại Nam Mỹ.— The Washington Post, October 2010

### Chính sách môi trường

Tỷ lệ phá rừng ở Brazil đã giảm đáng kể trong thời gian Lula nắm quyền, một sự suy giảm đã đảo ngược vào thời của Bolsonaro.

Về khía cạnh bảo vệ môi trường, việc thành lập các khu bảo tồn và khu bảo tồn bản địa đã giúp giảm đáng kể nạn phá rừng bắt đầu từ năm 2004.
Ban đầu, chính quyền của Lula đã thúc đẩy các chính sách tiến bộ nhằm hạn chế đáng kể nạn phá rừng ở Amazon. Mặc dù vậy, ông không ủng hộ luật yêu cầu đất nước loại bỏ dần nhiên liệu hóa thạch.
Trong chiến dịch tranh cử năm 2022, ông tập trung nhiều hơn vào các vấn đề môi trường và tán thành các chính sách có ý thức hơn về môi trường.

### Chính sách đối ngoại

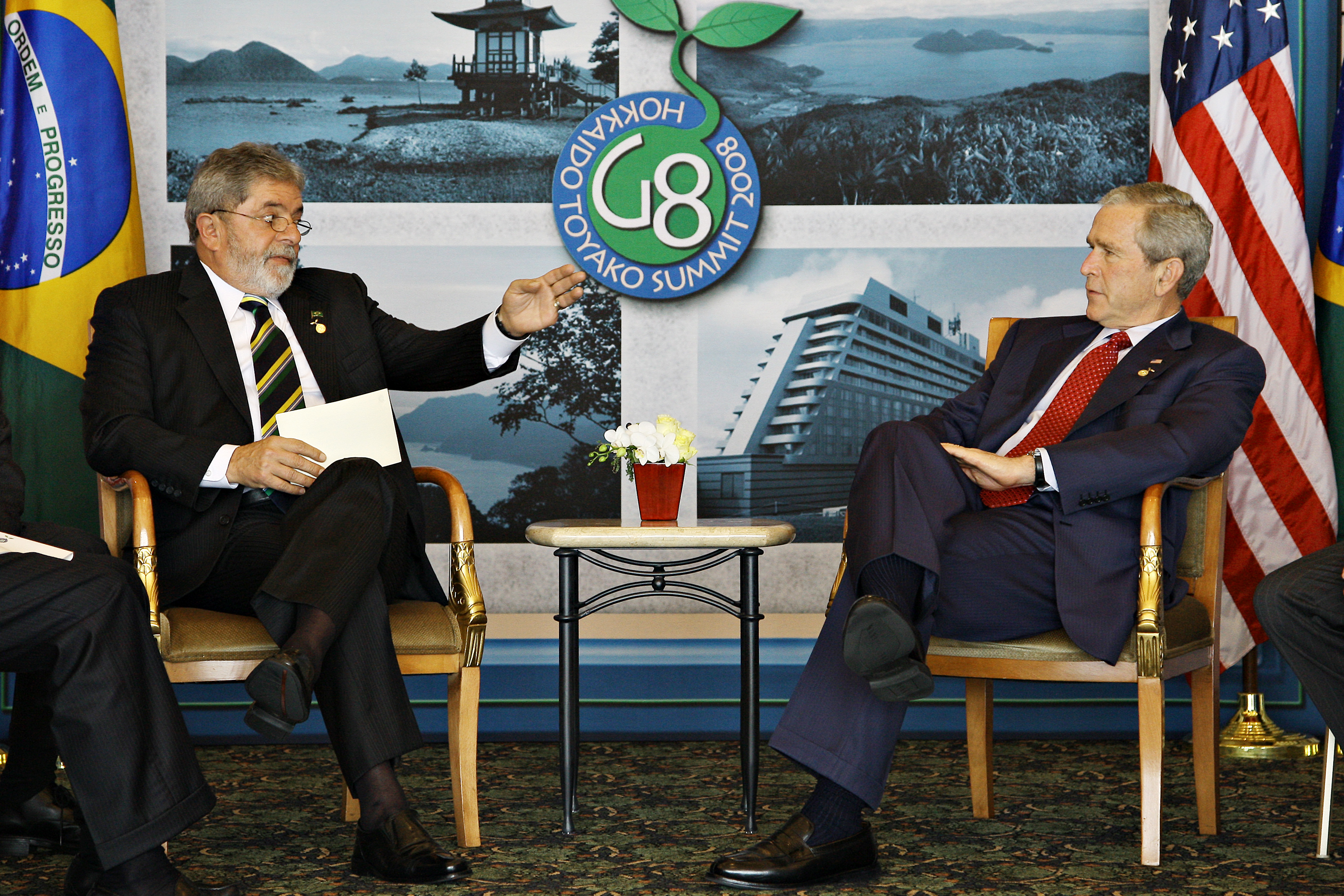
Lula và Tổng thống Hoa Kỳ George W. Bush tại Hội nghị G8 ở Nhật Bản năm 2008

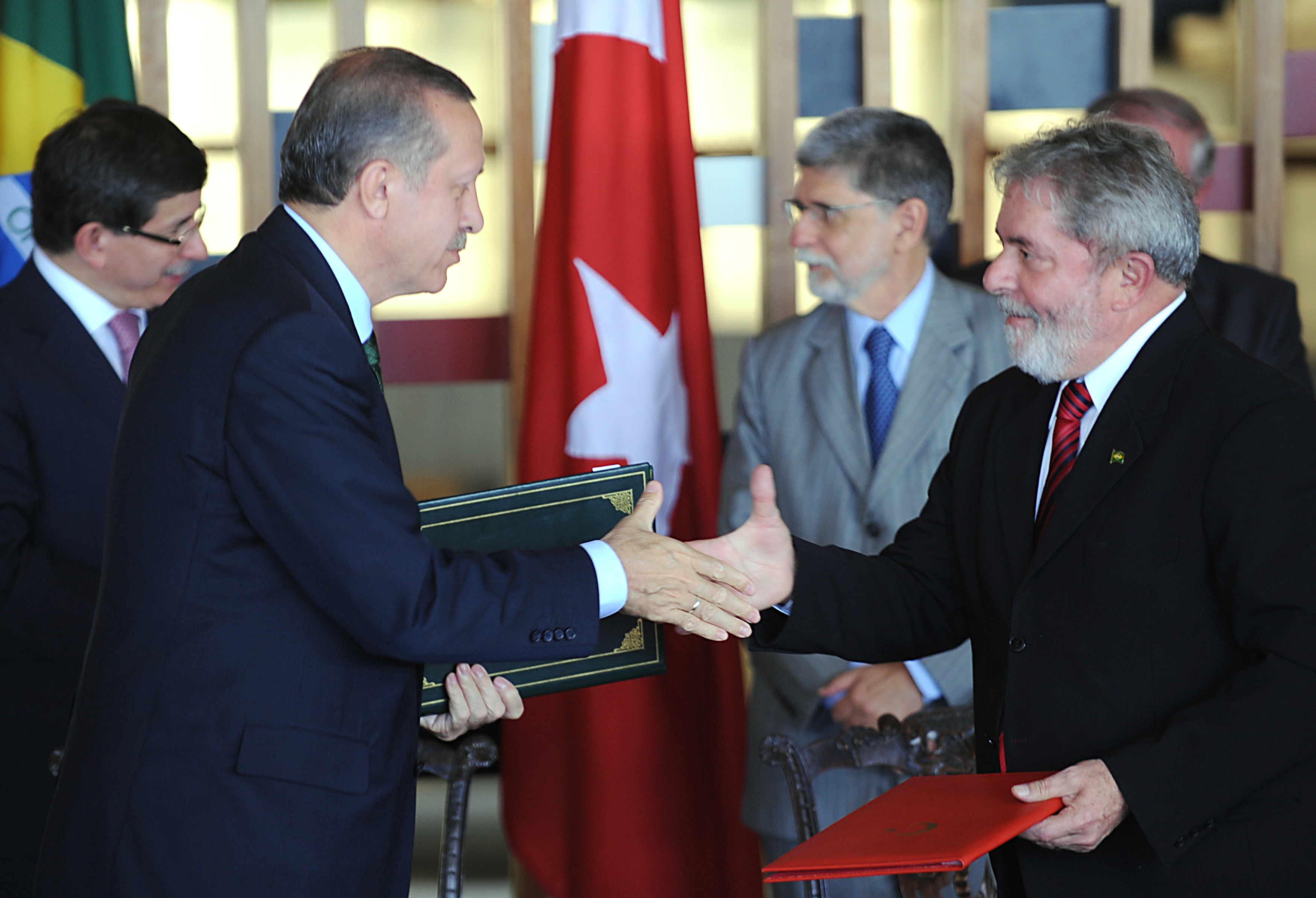
Lula đã kí kết cùng với Thủ tướng Thổ Nhĩ Kỳ Recep Tayyip Erdoğan về Thỏa thuận hạt nhân Iran vào năm 2010.

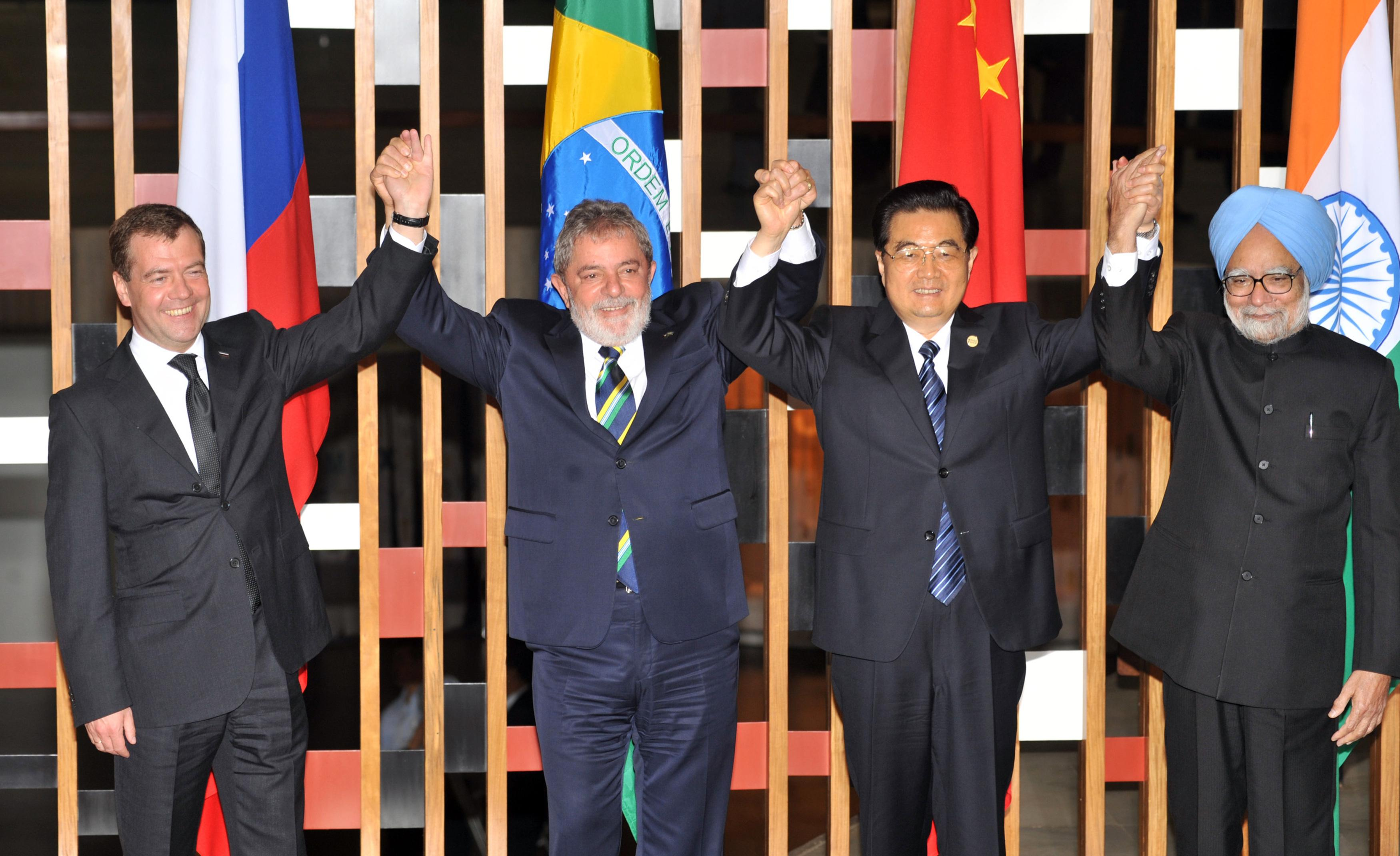
Lula và các lãnh đạo BRIC năm 2010

Lãnh đạo một quốc gia nông nghiệp lớn và cạnh tranh, Lula thường phản đối và chỉ trích các khoản trợ cấp trang trại, và quan điểm này được coi là một trong những lý do khiến các quốc gia đang phát triển bỏ cuộc và sau đó là sự sụp đổ của các cuộc đàm phán Tổ chức Thương mại Thế giới Cancún năm 2003 về trợ cấp nông nghiệp G8. Brazil đã đóng một vai trò quan trọng trong các cuộc đàm phán liên quan đến xung đột nội bộ ở Venezuela và Colombia, đồng thời tập trung nỗ lực củng cố Mercosur. Dưới thời chính quyền Lula, ngoại thương của Brazil tăng lên đáng kể, chuyển từ thâm hụt sang thặng dư sau năm 2003. Năm 2004, thặng dư là 29 tỷ đô la Mỹ, do nhu cầu hàng hóa toàn cầu tăng đáng kể. Brazil cũng cung cấp quân đội gìn giữ hòa bình của Liên Hợp Quốc và lãnh đạo một phái bộ gìn giữ hòa bình ở Haiti.

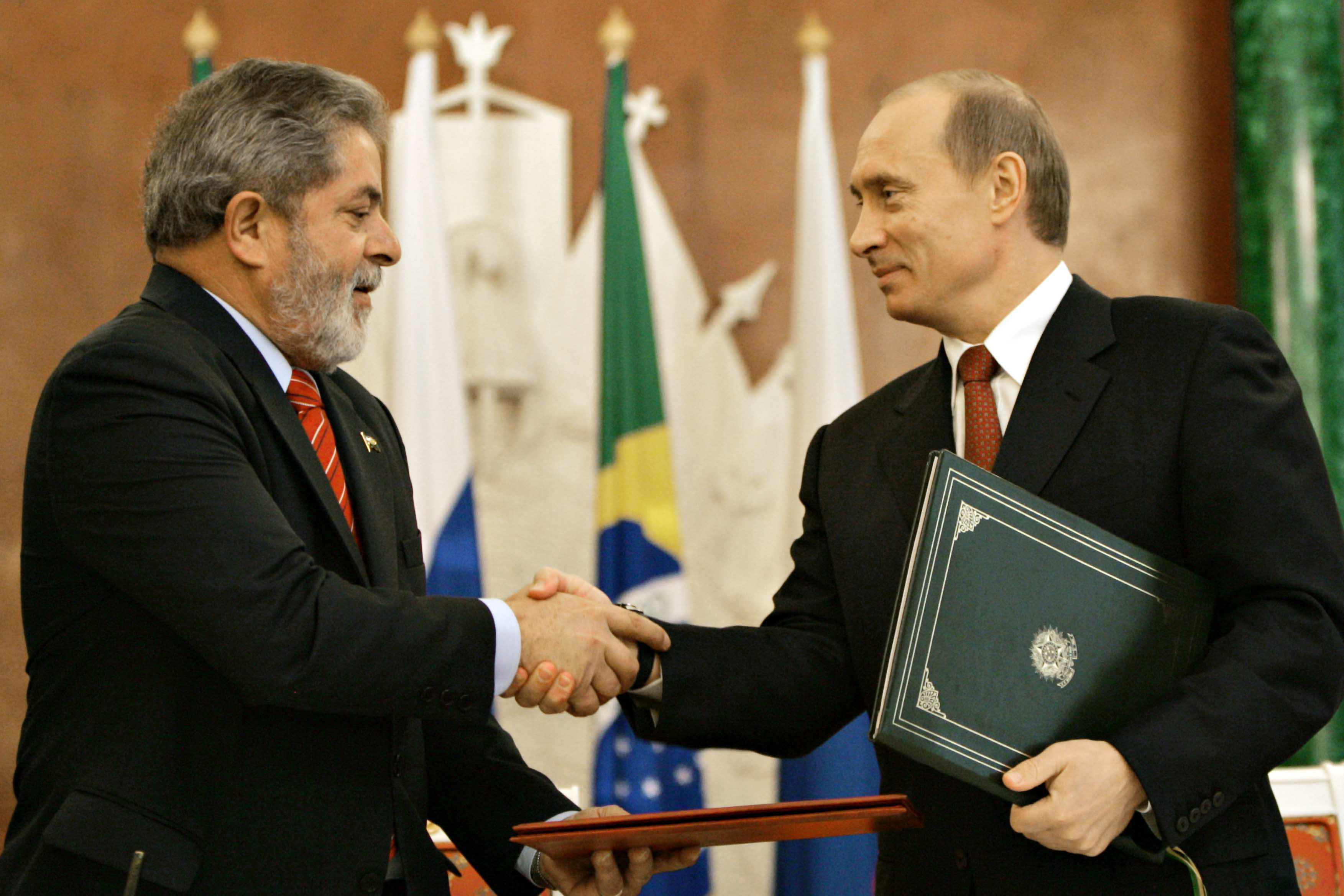
Lula gặp Tổng thống Nga Vladimir Putin năm 2005

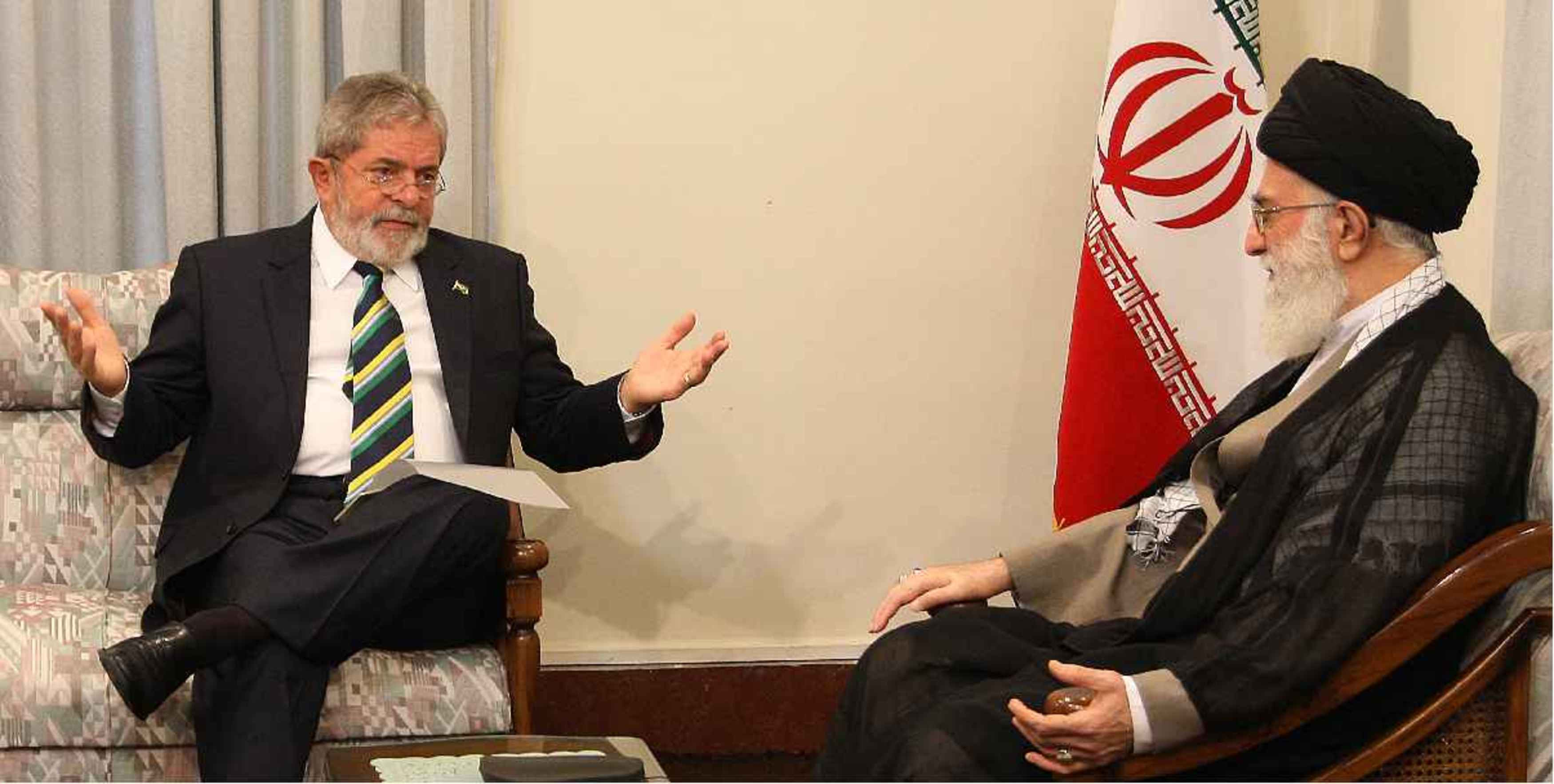
Lula gặp Lãnh tụ tối cao Iran Ali Khamenei

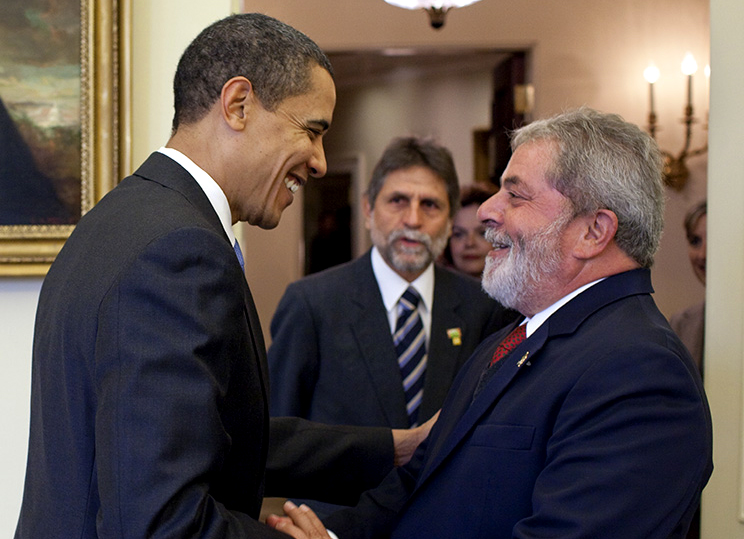
Tổng thống Hoa Kỳ Barack Obama chào Lula tại Phòng Bầu dục.

Theo The Economist ngày 2 tháng 3 năm 2006, Lula có một chính sách đối ngoại thực dụng, coi mình là một nhà đàm phán chứ không phải một nhà tư tưởng, một nhà lãnh đạo lão luyện trong việc hòa giải các mặt đối lập. Kết quả là ông kết bạn với cả Tổng thống Venezuela Hugo Chávez và Tổng thống Hoa Kỳ George W. Bush.  Lula cũng đạt được tầm vóc ngày càng tăng ở Nam bán cầu thông qua tăng trưởng kinh tế ở Brazil. Năm 2008, ông được cho là đã trở thành "người chỉ điểm hàn gắn các cuộc khủng hoảng khu vực", như trong căng thẳng leo thang giữa Colombia, Venezuela và Ecuador. Cựu Bộ trưởng Tài chính, đồng thời là cố vấn hiện tại, Delfim Netto, nói: "Lula là người thực dụng tối thượng."

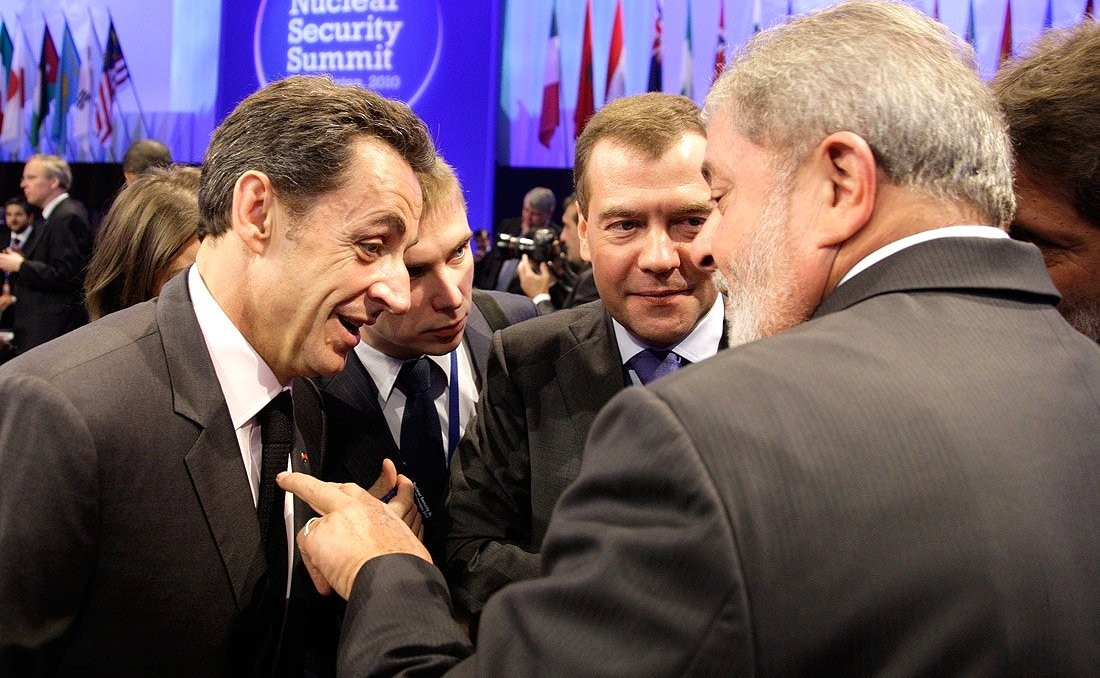
Lula và Tông thống Pháp Nicolas Sarkozy và Tổng thống Nga Dmitry Medvedev năm 2008

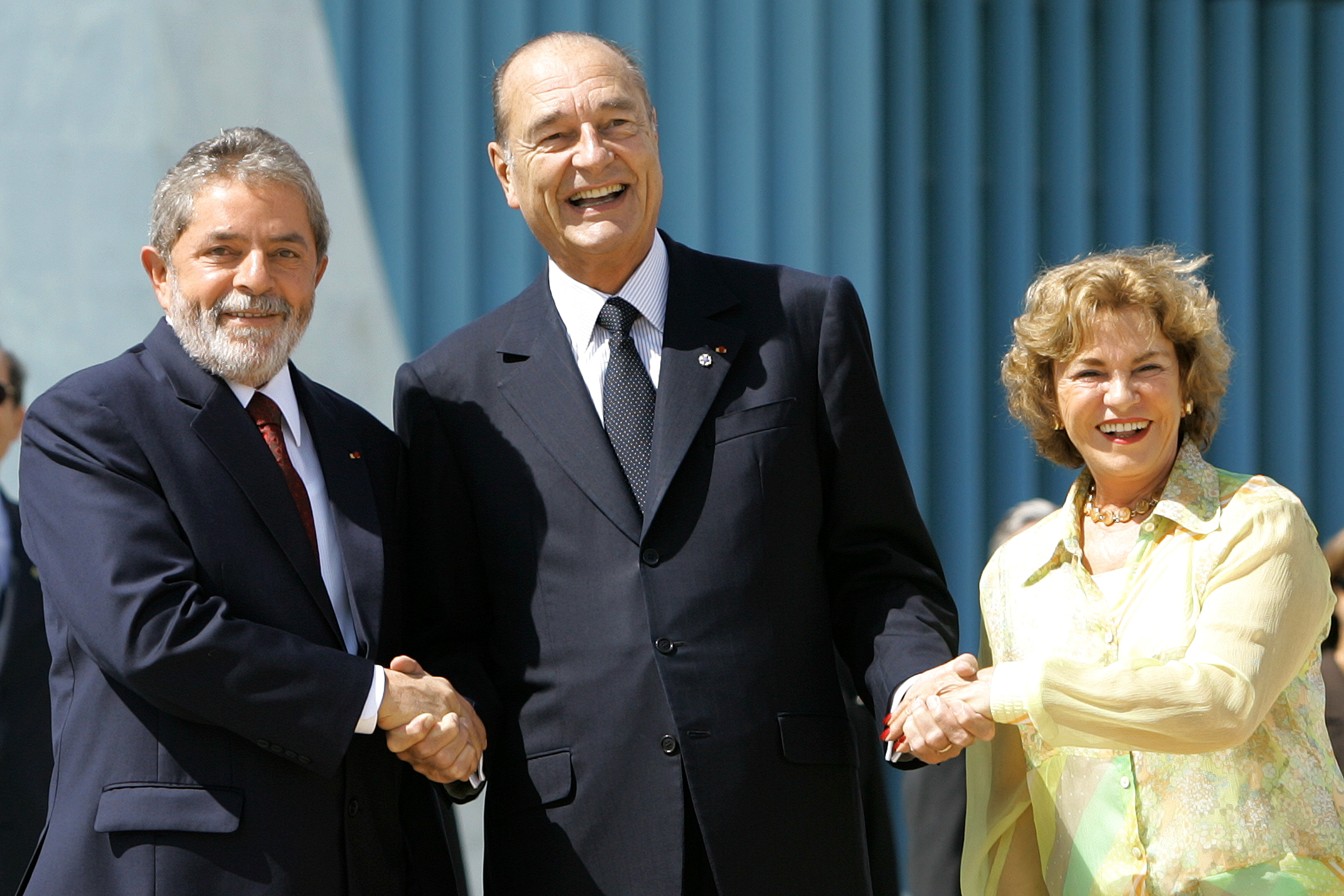
Lula và vợ Marisa Leticia cùng với cựu Tổng thống Pháp Jacques Chirac tại Brazil, 2006

Ông đã đi đến hơn 80 quốc gia trong nhiệm kỳ tổng thống của mình. Mục tiêu trong chính sách đối ngoại của Lula là giành được một ghế trong Hội đồng Bảo an Liên hợp quốc. Trong việc này, ông đã không thành công.  Lula được coi là đã thực hiện một cuộc đảo ngược lớn với Thổ Nhĩ Kỳ liên quan đến việc yêu cầu Iran gửi uranium ra nước ngoài trái với lời kêu gọi của phương Tây.

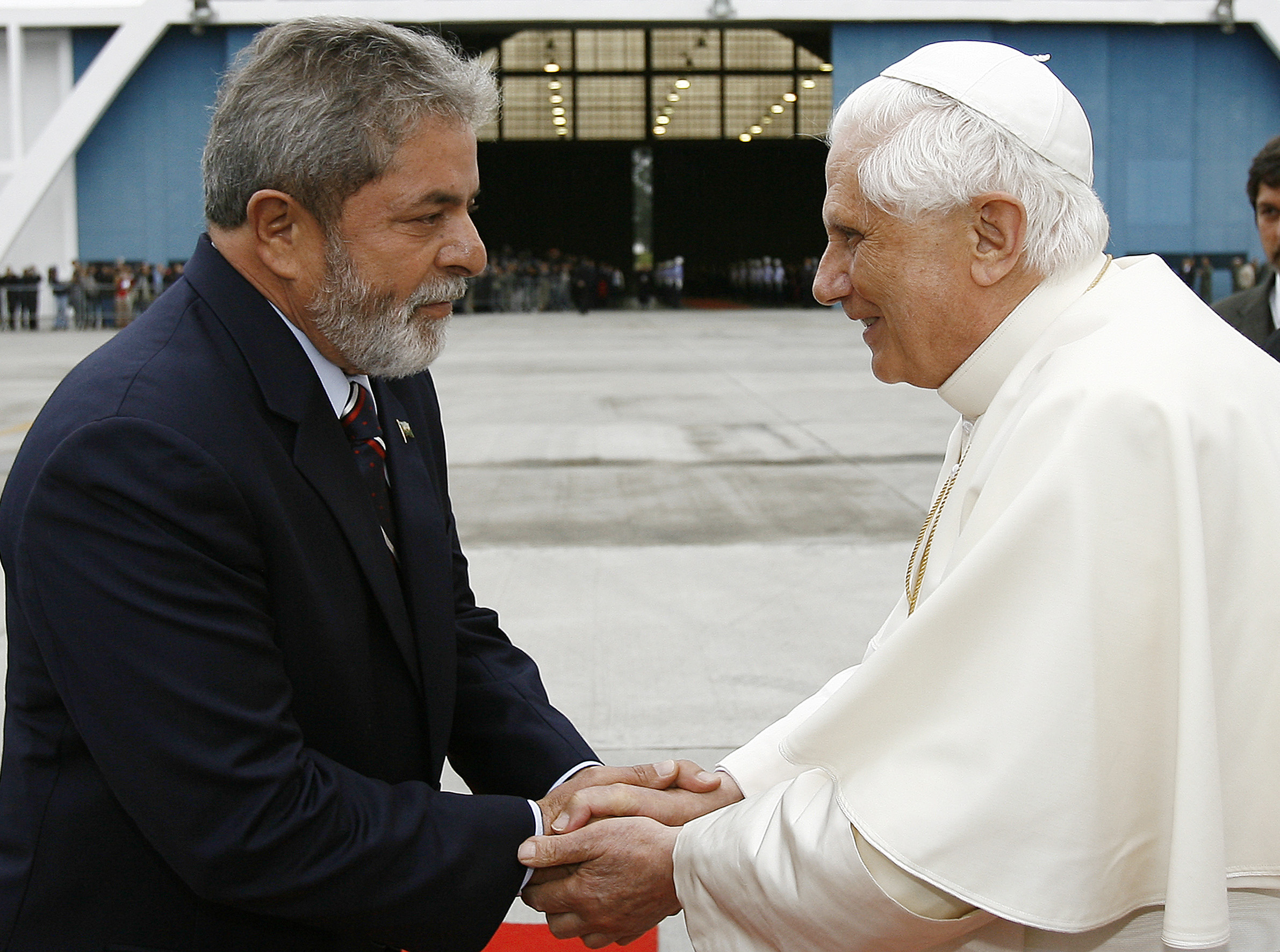
Lula và Giáo hoàng Benedict XVI tại São Paulo, 2007

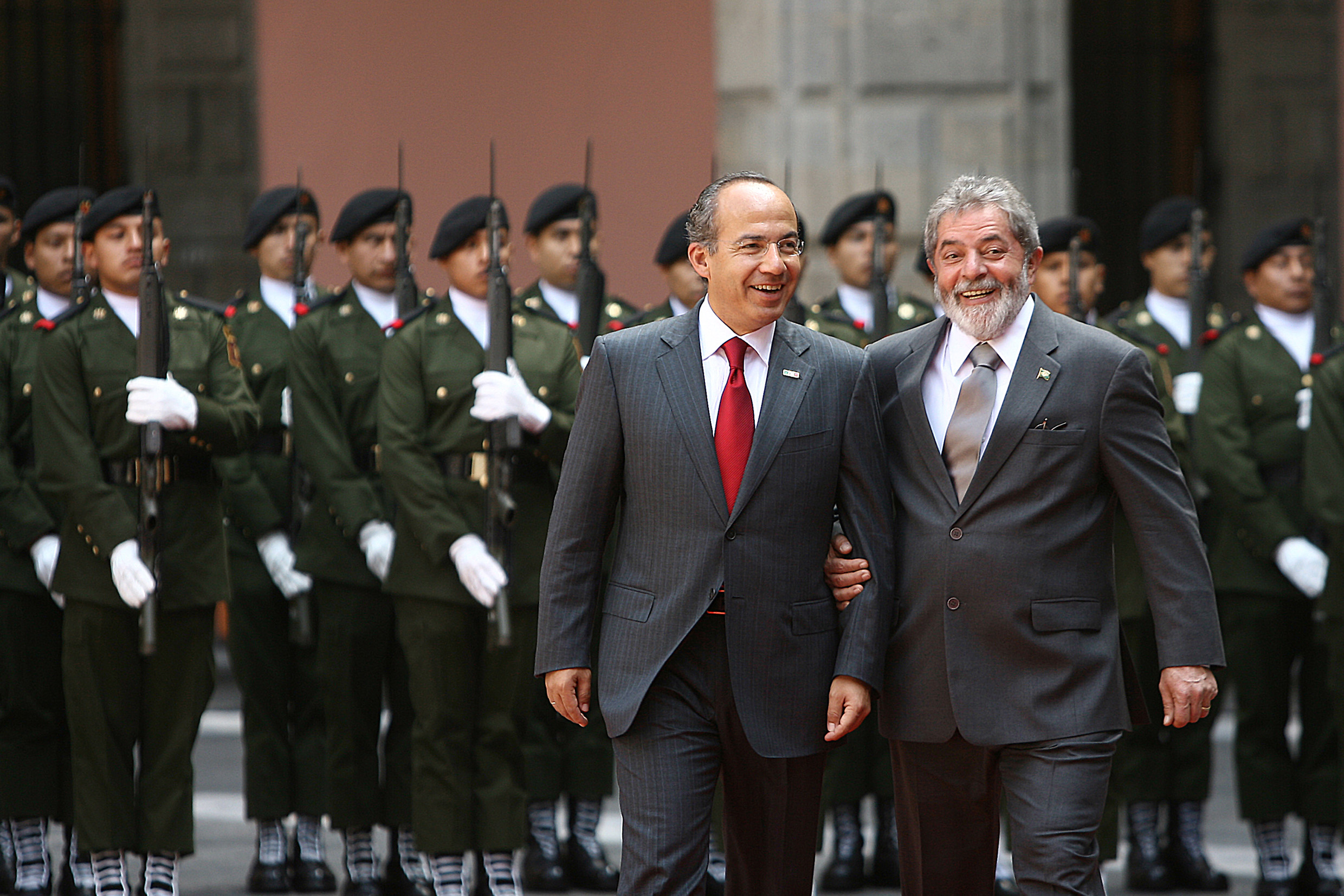
Lula và Tổng thống Mexico Felipe Calderón trong một buổi lễ chính thức ở Mexico city

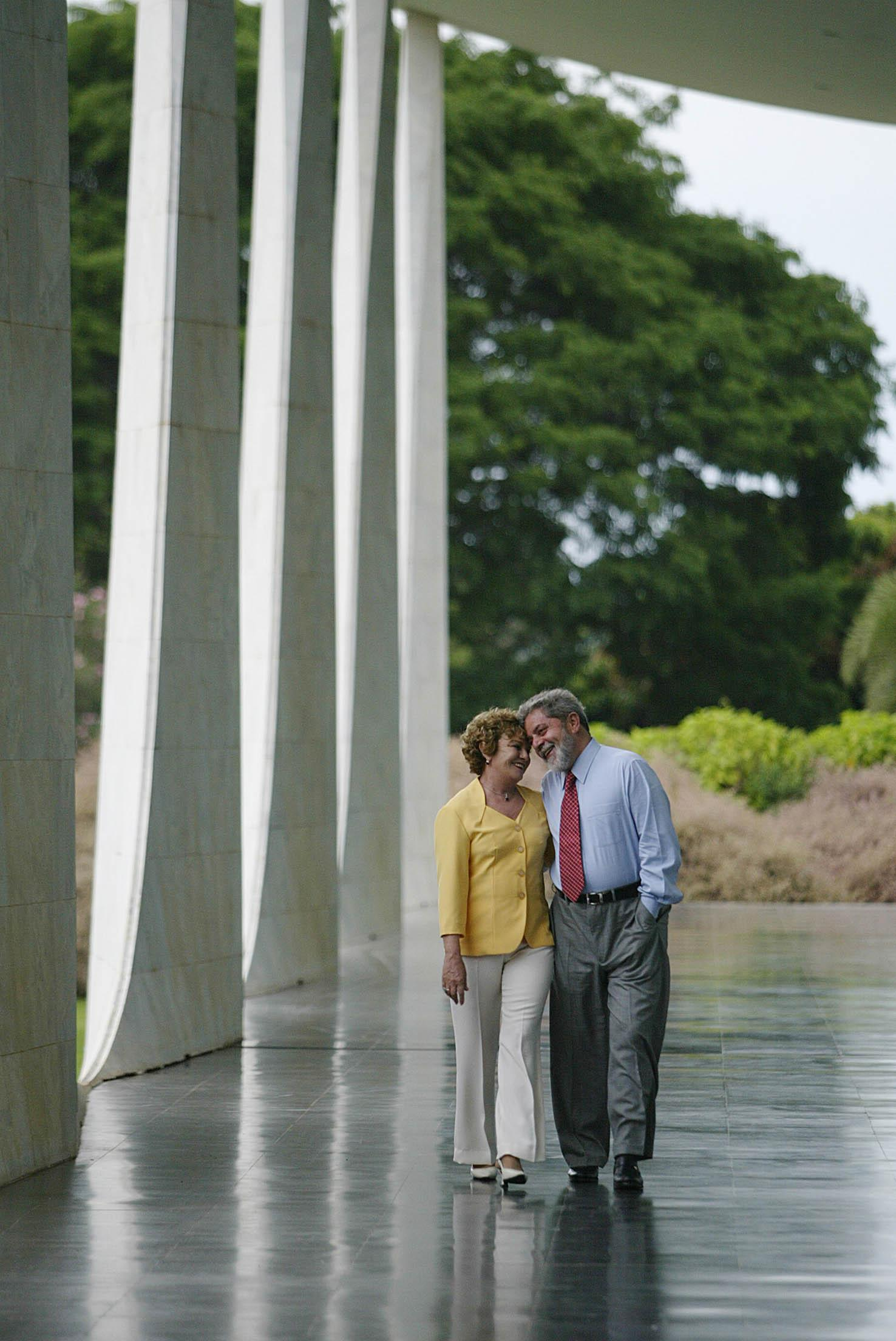
Lula và Đệ nhất phu nhân Marisa Letícia chụp tại Palácio da Alvorada

Việc kết án Sakineh Mohammadi Ashtiani người Iran vì tội ngoại tình, với bản án tử hình bằng ném đá, đã dẫn đến lời kêu gọi Lula da Silva can thiệp thay mặt cô. Về vấn đề này, Lula nhận xét rằng "Tôi cần tôn trọng luật pháp của một quốc gia [nước ngoài]. Nếu tình bạn của tôi với tổng thống Iran và sự tôn trọng mà tôi dành cho ông ấy là đáng giá, nếu người phụ nữ này trở thành mối phiền toái, chúng tôi sẽ đón cô ấy ở Brazil." Chính phủ Iran đã từ chối lời đề nghị. Hành động và bình luận của Lula da Silva đã gây ra tranh cãi. Mina Ahadi, một chính trị gia Cộng sản Iran, hoan nghênh lời đề nghị tị nạn của Lula da Silva cho Ashtiani, nhưng cũng nhắc lại lời kêu gọi chấm dứt ném đá hoàn toàn và yêu cầu ngừng công nhận và hỗ trợ chính phủ Iran. Jackson Diehl, Phó tổng biên tập trang The Washington Post, gọi Lula da Silva là "bạn thân nhất của bạo chúa trong thế giới dân chủ" và chỉ trích hành động của ông ta.  Shirin Ebadi, nhà hoạt động nhân quyền người Iran và người đoạt giải Nobel Hòa bình đã nhìn sự can thiệp của Lula da Silva theo hướng tích cực hơn, gọi đó là "thông điệp mạnh mẽ tới Cộng hòa Hồi giáo."  Trong tháng cuối cùng của chính quyền, chính phủ của ông đã chính thức công nhận Palestine là một quốc gia, với một số quốc gia Mỹ Latinh làm theo.

## Bê bối và tranh cãi

### Mensalão
Chính quyền của Lula vướng phải nhiều vụ bê bối tham nhũng, đáng chú ý là vụ bê bối Mensalão và Escândalo dos Sanguessugas trong nhiệm kỳ đầu tiên của ông. Tổng chưởng lý Brazil đã trình bày các cáo buộc chống lại 40 chính trị gia và quan chức liên quan đến vụ Mensalão, bao gồm một số cáo buộc chống lại chính Lula. Ông ấy tuyên bố trên truyền hình công cộng Brazil rằng ông ấy không biết gì về vụ bê bối. Các quan chức hàng đầu có liên quan, chẳng hạn như Roberto Jefferson, José Dirceu, Luiz Gushiken và Humberto Costa đã chứng thực điều này; nhưng một trong những đảng viên của chính ông, Arlindo Chinaglia, cáo buộc rằng Lula đã được cảnh báo về vấn đề này.  Mất đi nhiều phụ tá của chính phủ khi đối mặt với bất ổn chính trị, Lula hầu như không bị tổn hại gì trong mắt công chúng, với tỷ lệ tán thành áp đảo.

### Chính trị
Chính quyền của ông bị chỉ trích nặng nề vì dựa vào các ông trùm chính trị trung hữu, địa phương, như José Sarney, Jader Barbaho, Renan Calheiros và Fernando Collor để đảm bảo đa số trong Quốc hội. Một lời chỉ trích thường xuyên khác là cách đối xử mơ hồ của ông đối với cánh tả của PT. Các nhà phân tích cảm thấy rằng thỉnh thoảng ông sẽ nhượng bộ trước những lời kêu gọi của cánh tả về việc chính phủ kiểm soát chặt chẽ hơn các phương tiện truyền thông và gia tăng sự can thiệp của nhà nước: vào năm 2004, ông đã thúc đẩy việc thành lập "Hội đồng Nhà báo Liên bang" (CFJ) và "Cơ quan Điện ảnh Quốc gia" (Ancinav), cái sau được thiết kế để đại tu tài trợ cho thông tin liên lạc điện tử. Cả hai đề xuất cuối cùng đều thất bại do lo ngại về tác động của sự kiểm soát của nhà nước đối với quyền tự do ngôn luận.

### Phát ngôn về suy thoái kinh tế
Trước hội nghị thượng đỉnh G-20 ở London vào tháng 3 năm 2009, Lula đã gây náo động khi tuyên bố rằng cuộc khủng hoảng kinh tế là do "hành vi phi lý của những người da trắng mắt xanh, những người trước đây dường như biết mọi thứ, và giờ đã cho thấy họ không biết gì cả."

### Cesare Battisti
Khi kẻ khủng bố người Ý bị truy nã Cesare Battisti bị bắt tại Rio de Janeiro vào ngày 18 tháng 3 năm 2007 bởi các sĩ quan cảnh sát Brazil và Pháp, Bộ trưởng Bộ Tư pháp Brazil Tarso Genro đã cấp cho anh ta quy chế tị nạn chính trị, một quyết định gây tranh cãi đã chia rẽ Ý, báo chí Brazil và quốc tế. Vào ngày 5 tháng 2 năm 2009, Nghị viện Châu Âu đã thông qua một nghị quyết ủng hộ Ý và tổ chức một phút mặc niệm để tưởng nhớ các nạn nhân của Battisti. Vào ngày 18 tháng 11 năm 2009, Tòa án Tối cao Brazil tuyên bố tình trạng tị nạn là bất hợp pháp và cho phép dẫn độ Battisi, nhưng cũng tuyên bố rằng hiến pháp Brazil trao cho tổng thống quyền cá nhân để từ chối dẫn độ nếu ông ấy chọn, đưa quyết định cuối cùng vào tay Lula. Lula cấm dẫn độ Battisti. Vào ngày 31 tháng 12 năm 2010, ngày cuối cùng của Lula tại văn phòng, quyết định không cho phép dẫn độ đã chính thức được công bố. Battisti được ra tù vào ngày 9 tháng 6 năm 2011 sau khi Tòa án Hiến pháp Brazil từ chối yêu cầu dẫn độ anh ta của Ý. Ý đã lên kế hoạch kháng cáo lên Tòa án Công lý Quốc tế ở The Hague. Battisti đã bị dẫn độ vào tháng 12/2018.

### Chiến dịch rửa xe: Điều tra tham nhũng và truy tố

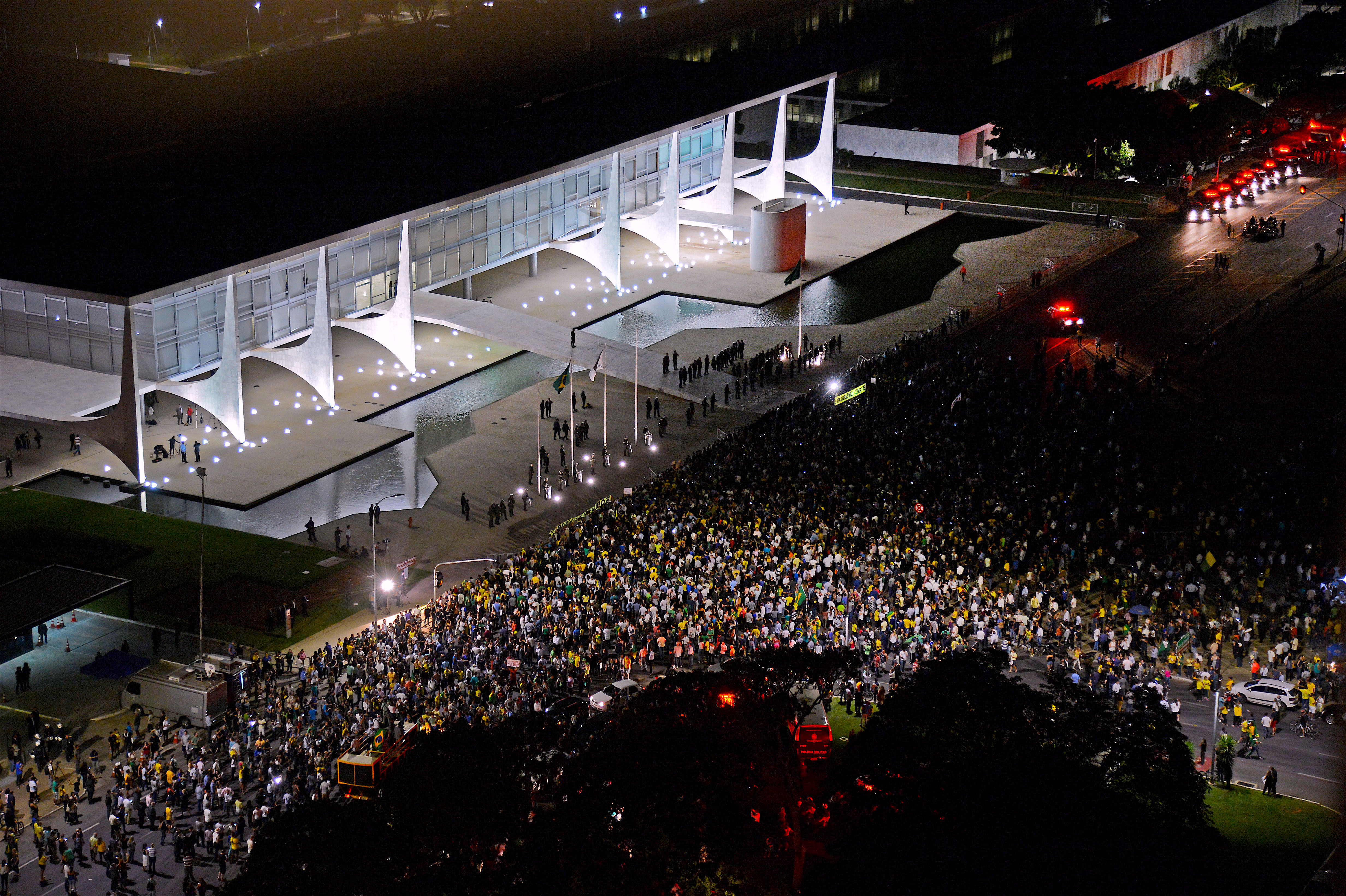
Người biểu tình tập trung trước Palácio do Planalto, dinh tổng thống, để phản đối việc Lula được bổ nhiệm làm Chánh văn phòng Tổng thống, ngày 16 tháng 3 năm 2016.

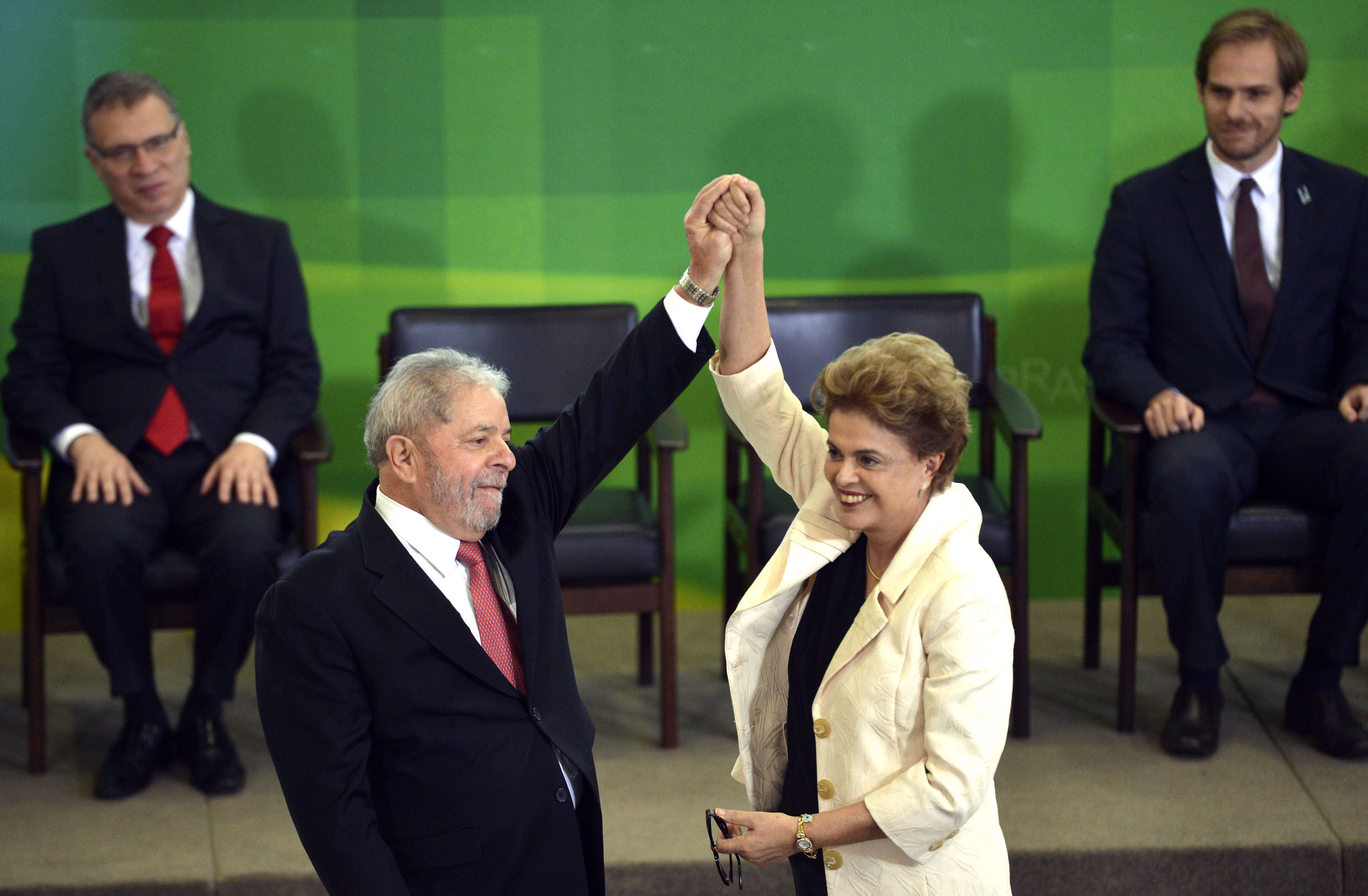
Lula được Tổng thống Dilma Rousseff tuyên thệ nhậm chức Chánh văn phòng Tổng thống ngày 17 tháng 3 năm 2016

Năm 2014, Brazil bắt đầu Operação Lava Jato (tiếng Anh: Operation Car Wash), dẫn đến một số vụ bắt giữ và kết án, trong đó có 9 vụ kiện chống lại Lula.
Vào tháng 4 năm 2015, Bộ Công cộng Brazil đã mở một cuộc điều tra về cáo buộc Lula có ảnh hưởng đến việc bán rong, trong đó cáo buộc rằng từ năm 2011 đến 2014, ông đã vận động hành lang để có được các hợp đồng của chính phủ ở nước ngoài cho công ty Odebrecht và cũng đã thuyết phục Ngân hàng Phát triển Brazil tài trợ các dự án ở Ghana, Angola, Cuba và Cộng hòa Dominica. Vào tháng 6 năm 2015, Marcelo Odebrecht, chủ tịch của Odebrecht, đã bị bắt với cáo buộc rằng ông đã hối lộ các chính trị gia 230 triệu USD. Ba giám đốc điều hành công ty khác cũng bị bắt, cũng như giám đốc điều hành của Andrade Gutierrez, một tập đoàn xây dựng khác.
Vào ngày 4 tháng 3 năm 2016, trong khuôn khổ "Chiến dịch Rửa xe", chính quyền Brazil đã đột kích vào nhà của Lula. Sau cuộc đột kích, cảnh sát đã tạm giữ Lula để thẩm vấn. Một tuyên bố của cảnh sát cáo buộc rằng Lula đã hợp tác trong các vụ hối lộ bất hợp pháp từ công ty dầu khí Petrobras để mang lại lợi ích cho đảng chính trị và chiến dịch tranh cử tổng thống của ông ta. Công tố viên Carlos Fernando cho biết, "Những ân huệ dành cho Lula từ các công ty xây dựng lớn liên quan đến vụ gian lận tại Petrobras là rất nhiều và khó định lượng". Lula nói rằng ông và đảng của ông đang bị đàn áp chính trị..
Vào ngày 16 tháng 3 năm 2016, Rousseff bổ nhiệm Lula làm chánh văn phòng của mình, một vị trí tương đương với thủ tướng. Điều này sẽ bảo vệ ông khỏi bị bắt do quyền miễn trừ đi kèm với vị trí này. Các bộ trưởng nội các ở Brazil nằm trong số gần 700 quan chức cấp cao của chính phủ được hưởng vị thế tư pháp đặc biệt, có nghĩa là họ chỉ có thể bị Tòa án Liên bang Tối cao Brazil xét xử. Thẩm phán Tòa án Tối cao Gilmar Mendes đã đình chỉ việc bổ nhiệm Lula da Silva với lý do Rousseff đang cố gắng giúp Lula tránh bị truy tố.
Vào ngày 14 tháng 9 năm 2016, các công tố viên đã đệ đơn tố cáo Lula tham nhũng, cáo buộc ông là kẻ chủ mưu hoặc 'chỉ huy tối đa của kế hoạch'. Vào ngày 19 tháng 9 năm 2016, thẩm phán liên bang Vòng 13 (Paraná) Sérgio Moro, người đang dẫn đầu cuộc điều tra tham nhũng, đã chấp nhận cáo trạng rửa tiền đối với Lula và vợ là Marisa Leticia Lula da Silva. Vào ngày 11 tháng 5 năm 2017, Lula trả lời lệnh triệu tập bằng cách xuất hiện ở Curitiba và bị Moro thẩm vấn. Phiên xử kín kéo dài năm tiếng đồng hồ. Hàng ngàn người ủng hộ Lula đã đến Curitiba, cùng với Dilma Rousseff. Sau phiên điều trần, Lula và Rousseff đã có bài phát biểu trước những người ủng hộ ông; Lula tấn công cái mà anh ấy gọi là thiên vị trên các phương tiện truyền thông Brazil.
Lula bị tòa án cấp dưới kết tội nhận hối lộ 3,7 triệu đô la R (1,2 triệu đô la Mỹ) dưới hình thức cải tạo ngôi nhà bên bờ biển của mình, do công ty xây dựng Grupo OAS thực hiện, nhờ đó đã nhận được các hợp đồng béo bở từ tiểu bang- thuộc sở hữu của công ty dầu mỏ Petrobras.  Lula cũng phải đối mặt với các cáo buộc khác, bao gồm rửa tiền, gây ảnh hưởng đến việc bán hàng rong và cản trở công lý. Vào ngày 12 tháng 7 năm 2017, Sergio Moro đã kết án Lula 9 năm rưỡi tù giam. Lula remained free pending his appeal. Lula vẫn được tự do trong khi chờ kháng cáo. Luật sư của Lula cáo buộc thẩm phán thiên vị và thẩm phán trả lời rằng không ai, kể cả cựu tổng thống, được đứng trên pháp quyền.
Vào ngày 25 tháng 1 năm 2018, Tòa phúc thẩm Porto Alegre kết luận Lula phạm tội tham nhũng và rửa tiền, đồng thời tăng bản án của ông lên 12 năm tù cho một trong chín tội danh, trong khi tám tội danh khác vẫn đang chờ xử lý. Vào ngày 26 tháng 3 năm 2018, chính tòa án đó đã giữ nguyên bản án của chính mình, do đó kết thúc vụ kiện tại tòa án đó.
Vào ngày 23 tháng 3 năm 2021, Tòa án Liên bang Tối cao đã ra phán quyết với tỷ lệ 3–2 rằng Moro, người đã giám sát phiên tòa xét xử Lula trong một vụ án, đã có thành kiến với ông ta. Nó giữ nguyên phán quyết vào ngày 23 tháng 6 bằng quyết định 7–4. Thẩm phán Gilmar Mendes của Tòa án Liên bang Tối cao vào ngày 24 tháng 6 đã hủy bỏ hai vụ án khác mà Moro đã đưa ra chống lại Lula, với lý do rằng có mối liên hệ giữa chúng và vụ án mà Moro bị tuyên bố là thiên vị. Điều này có nghĩa là tất cả các bằng chứng mà Moro đã thu thập được để chống lại Lula đều không được chấp nhận trước tòa và sẽ cần có các phiên tòa mới.

#### Ngồi tù
Vào ngày 5 tháng 4 năm 2018, Tòa án Liên bang Tối cao Brazil (STF) đã bỏ phiếu với tỷ lệ 6–5 để từ chối đơn yêu cầu tạm trú của Lula.  Tòa án đã phán quyết rằng Lula phải bắt đầu chấp hành bản án liên quan đến bản án ngày 12 tháng 7 năm 2017, mặc dù ông đã không sử dụng hết tất cả các kháng cáo của mình. Lula và đảng chính trị của ông ta thề sẽ tiếp tục chiến dịch của ông từ trong tù sau quyết định của tòa án rằng ông ta phải tự đầu thú trước ngày 6 tháng 4. Người đứng đầu quân đội Brazil, Tướng Eduardo Villas Boas, kêu gọi đưa Lula ra sau song sắt. Lula đã không ra đầu thú vào thời gian đã định,  nhưng ông đã làm như vậy vào ngày hôm sau, ngày 7 tháng 4 năm 2018. Sau khi Lula bị bỏ tù, những người biểu tình đã xuống đường ở các thành phố trên khắp Brazil. Việc Lula bị cầm tù đã dẫn đến sự hình thành Phong trào Lula Tự do.
Vào ngày 8 tháng 7 năm 2018, thẩm phán liên bang khu vực thứ 4 Rogério Favreto đã ra lệnh trả tự do cho Lula. Moro ngay lập tức tuyên bố rằng Favreto không có quyền trả tự do cho Lula và phán quyết của Favreto đã bị Thẩm phán Pedro Gebran Neto, chủ tịch tòa án khu vực thứ 4, lật ngược cùng ngày.
Vào ngày 9 tháng 6 năm 2019, The Intercept đã công bố các tin nhắn Telegram bị rò rỉ giữa thẩm phán trong vụ án của Lula, Sérgio Moro, và công tố viên trưởng của Operation Car Wash, Deltan Dallagnol, trong đó họ bị cáo buộc âm mưu kết tội Lula để ngăn cản việc ứng cử của ông cho cuộc bầu cử tổng thống năm 2018.
 Moro was accused of lacking impartiality in Lula's trial. Moro bị buộc tội thiếu công bằng trong phiên tòa xét xử Lula. Sau khi tiết lộ, việc nối lại các thủ tục pháp lý đã được xác định bởi Tòa án tối cao. Moro phủ nhận mọi hành vi sai trái hoặc hành vi sai trái tư pháp trong quá trình Chiến dịch Car Wash và cuộc điều tra của ông ta về cựu tổng thống, tuyên bố rằng các cuộc trò chuyện do The Intercept rò rỉ đã bị báo chí xuyên tạc và các cuộc trò chuyện giữa các công tố viên và thẩm phán là bình thường. Moro trở thành Bộ trưởng Bộ Tư pháp và Công an sau cuộc bầu cử tổng thống Jair Bolsonaro, và vẫn còn tranh cãi liệu một thỏa thuận có được thực hiện trước cuộc bầu cử của Bolsonaro hay không.
Thông tin do The Intercept công bố đã gây ra phản ứng ở cả Brazil và nước ngoài. Một nhóm gồm mười bảy luật sư, bộ trưởng tư pháp và các thành viên tòa án tối cao từ tám quốc gia đã phản ứng trước vụ rò rỉ bằng cách mô tả cựu Tổng thống Lula là một tù nhân chính trị và kêu gọi trả tự do cho ông. Thượng nghị sĩ Hoa Kỳ Bernie Sanders nói rằng Lula nên được trả tự do và bản án của ông ta bị hủy bỏ. Ro Khanna đã yêu cầu chính quyền Trump điều tra trường hợp của Lula, nói rằng "Moro là một diễn viên xấu và là một phần của âm mưu lớn hơn nhằm tống Lula vào tù". Nhà bình luận chính trị người Mỹ Michael Brooks, người lên tiếng bênh vực cựu tổng thống, tuyên bố rằng việc Lula bị bỏ tù và Moro bị cáo buộc có động cơ chính trị đã khiến kết quả của cuộc bầu cử năm 2018 "về cơ bản là bất hợp pháp."
Vào ngày 8 tháng 11 năm 2019, Lula được ra tù sau 580 ngày khi Tòa án Tối cao Brazil chấm dứt việc bỏ tù bắt buộc đối với những tên tội phạm bị kết án sau khi kháng cáo lần đầu của họ không thành công. Vào ngày 27 tháng 11, Federal Regional Tribunal of Region 4 ở Porto Alegre đã tăng bản án dành cho Lula lên 17 năm.
Thẩm phán Edson Fachin của Tòa án Liên bang Tối cao đã hủy bỏ mọi bản án chống lại Lula vào ngày 8 tháng 3 năm 2021, phán quyết rằng tòa án ở Curitiba đã kết tội anh ta thiếu thẩm quyền để làm như vậy và ra lệnh xét xử lại ở Brasilia. Toàn bộ của Tòa án Tối cao sau đó đã giữ nguyên phán quyết bằng quyết định 8–3 vào ngày 15 tháng 4.

#### Uỷ ban nhân quyền Liên hợp quốc
Sau khi Tòa án Tối cao Liên bang Brazil từ chối xem xét cáo buộc vi phạm các quyền con người cơ bản của Thẩm phán Moro, các luật sư bào chữa của Lula đã kháng cáo lên Ủy ban Nhân quyền Liên Hợp Quốc. Trong vụ kiện, các luật sư đã yêu cầu Ủy ban đưa ra ý kiến về các cáo buộc rằng Moro đã vi phạm quyền riêng tư của Lula, quyền không bị bắt giữ tùy tiện và quyền được suy đoán vô tội cho đến khi bị chứng minh là có tội. Họ đưa ra bằng chứng về các hành vi lạm dụng:
1. Hành vi cưỡng chế đối với Lula vào ngày 4 tháng 3 năm 2016.
2. Việc rò rỉ dữ liệu bí mật cho báo chí.
3. Rò rỉ bản ghi âm cuộc nói chuyện điện thoại thu được bất hợp pháp cho báo chí.
4. Một chiến lược lạm dụng các hình phạt tù tạm thời và có tính ưu tiên nhằm đạt được các thỏa thuận thương lượng nhận tội liên quan đến cựu tổng thống.

Bởi vì chánh văn phòng của thẩm phán đã đăng trên trang Facebook của cô ấy một bản kiến nghị kêu gọi bỏ tù Lula và chủ tọa phiên tòa phúc thẩm đã ca ngợi quyết định của Moro trong việc kết án Lula vì tội tham nhũng, trước khi Moro đưa ra quyết định của mình, một bài bình luận trên tờ The New York Times kết luận rằng "Nền dân chủ của Brazil hiện nay yếu hơn so với kể từ khi chế độ quân sự kết thúc". Tờ báo có sự tham gia của một số trí thức quốc tế, các nhà hoạt động và các nhà lãnh đạo chính trị, từ Noam Chomsky đến một nhóm mười hai Dân biểu Hoa Kỳ, những người phàn nàn rằng các thủ tục pháp lý dường như được thiết kế để ngăn cản Lula (người dẫn đầu trong các cuộc thăm dò dư luận) tranh cử tổng thống vào năm 2018.
Vào ngày 28 tháng 7 năm 2016, Lula đã đệ trình một bản kiến nghị dài 39 trang lên Ủy ban Nhân quyền của Liên Hợp Quốc nêu rõ các cáo buộc lạm quyền. Bản kiến nghị nói rằng "Lula là nạn nhân của sự lạm quyền của một thẩm phán, với sự đồng lõa của các công tố viên và giới truyền thông". Bản kiến nghị này là lần đầu tiên được đưa ra chống lại Brazil đã phê chuẩn giao thức của ủy ban vào năm 2009.

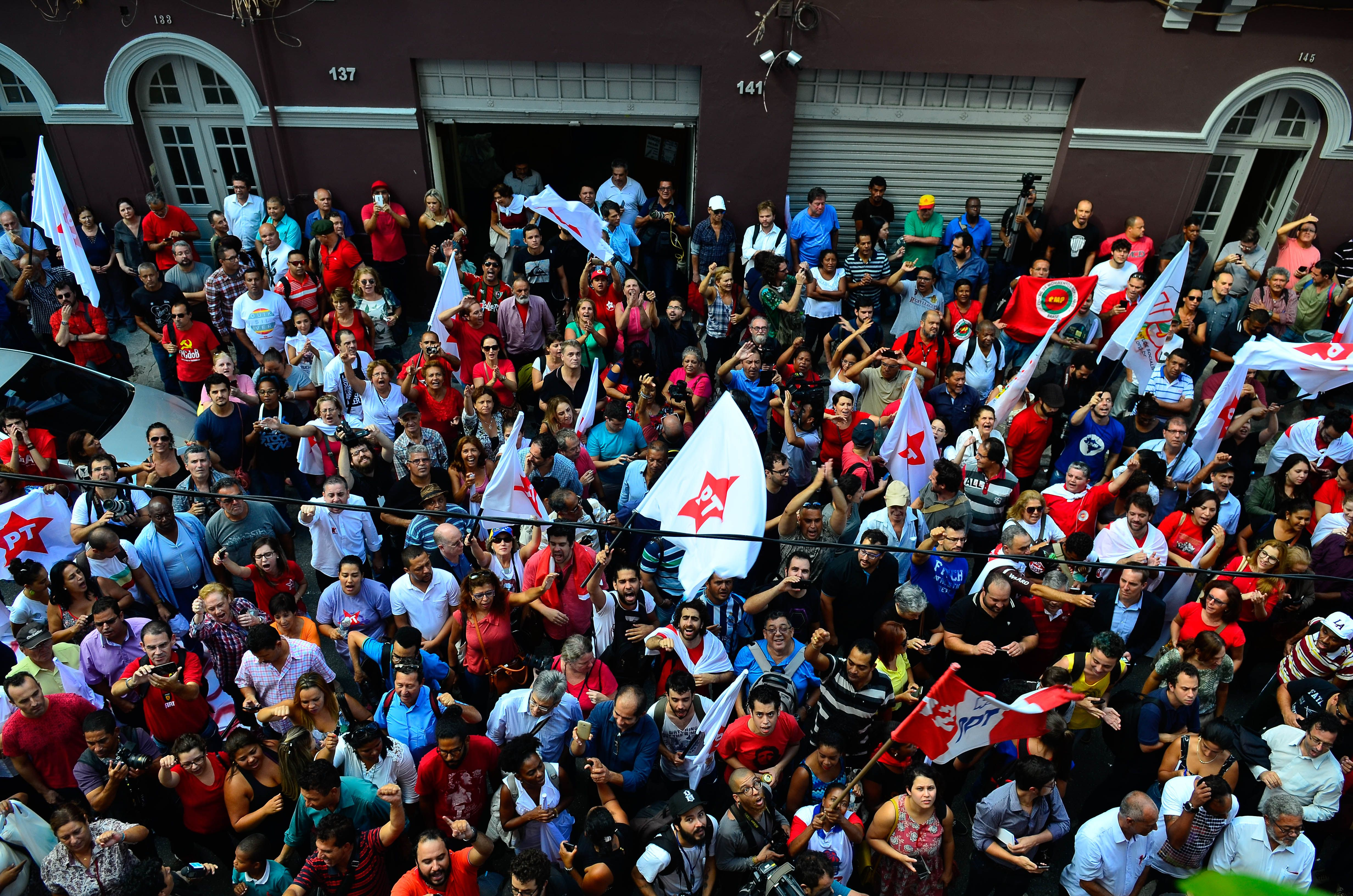
Các cuộc biểu tình liên quan đến lời khai cưỡng chế của Lula năm 2016

Liên Hợp Quốc đã chấp nhận vụ việc và Brazil có sáu tháng để trả lời đơn kiện. Ủy ban bao gồm 18 luật gia quốc tế. Vào tháng 11 năm 2016, nhóm pháp lý của Lula đã đệ trình thêm bằng chứng về sự lạm dụng của hệ thống tư pháp Brazil và một tài liệu khác đã được đệ trình vào ngày 5 tháng 10 năm 2017, tại Geneva, Thụy Sĩ, báo cáo các sự kiện khác, chẳng hạn như việc Thẩm phán Moro tham dự buổi ra mắt một bộ phim miêu tả cựu Tổng thống Lula là có tội, mặc dù không có bất kỳ quyết định dứt khoát nào chống lại ông ta vào thời điểm đó.
Sau khi Thẩm phán Moro ban hành lệnh bắt giữ cựu Tổng thống, vào ngày 6 tháng 4 năm 2018, Lula đã kháng cáo lên Ủy ban Nhân quyền của Liên Hợp Quốc để yêu cầu chính phủ ngăn chặn việc bắt giữ ông cho đến khi ông sử dụng hết tất cả các kháng cáo. Lula lập luận rằng Tòa án tối cao Brazil đã thông qua phán quyết của mình trong gang tấc chỉ với sáu phiếu chống năm, điều này "cho thấy sự cần thiết phải có một tòa án độc lập để kiểm tra xem liệu nguyên tắc suy đoán vô tội có bị vi phạm hay không" trong trường hợp của ông. Ủy ban Nhân quyền đã nhận được yêu cầu về "các biện pháp tạm thời" và đang cân nhắc yêu cầu này. Ủy ban Nhân quyền Liên Hợp Quốc đã từ chối yêu cầu tìm kiếm hành động khẩn cấp chống lại việc bỏ tù ông.
Vào ngày 28 tháng 5 năm 2018, Ủy ban đã khởi xướng một cuộc điều tra chính thức về những vi phạm đối với các bảo đảm tư pháp cơ bản trong trường hợp của Lula. Vào tháng 8, Ủy ban Nhân quyền Liên Hợp Quốc "đã yêu cầu Brazil thực hiện mọi biện pháp cần thiết để đảm bảo rằng Lula có thể tận hưởng và thực hiện các quyền chính trị của mình khi ở trong tù, với tư cách là ứng cử viên trong cuộc bầu cử tổng thống năm 2018."
Vào ngày 2 tháng 8 năm 2018, Giáo hoàng Francis đã tiếp ba đồng minh cũ của Lula tại Rome: Celso Amorim, Alberto Fernández và Carlos Ominami. Khi kết thúc cuộc họp kéo dài một giờ, Đức Thánh Cha Phanxicô đã được tặng một cuốn tiểu sử của Lula Sự thật sẽ chiến thắng bởi Amorim. Sau đó, ông ấy gửi một bức thư viết tay cho Lula (được đăng trên tài khoản Twitter của ông) với nội dung sau: "Gửi Luiz Inacio Lula da Silva với lời chúc phúc của tôi, xin ông ấy cầu nguyện cho tôi, Francisco". Trong cùng tháng, Tổng thống Brazil Dilma Rousseff, người trước đây từng là Chánh văn phòng của Tổng thống Lula da Silva từ năm 2005 đến năm 2010, xác nhận rằng Giáo hoàng cũng đã gửi cho bà một bức thư không chính thức, nội dung không được tiết lộ.

### Chiến dịch Zelotes
Lula, cùng với cựu chánh văn phòng Gilberto Carvalho và năm người khác, đã bị truy tố trong một cuộc điều tra tham nhũng thuộc Operation Zelotes liên quan đến khoản hối lộ 6 triệu R. Theo các công tố viên, họ đã giúp thông qua Biện pháp tạm thời 471 (sau này được chuyển thành Luật 12,218/2010) vào năm 2009 để mang lại lợi ích cho các công ty ô tô CAOA và MMC. Thẩm phán Frederico Botelho de Barros Viana của Tòa án Liên bang thứ 10 của Brasilia đã tuyên trắng án cho tất cả các bị cáo vào ngày 21 tháng 6 năm 2021, tuyên bố rằng bên công tố không thể chứng minh một cách thuyết phục rằng các bị cáo có liên quan đến một âm mưu tội phạm.

## Hậu Tổng thống

### Sức khỏe

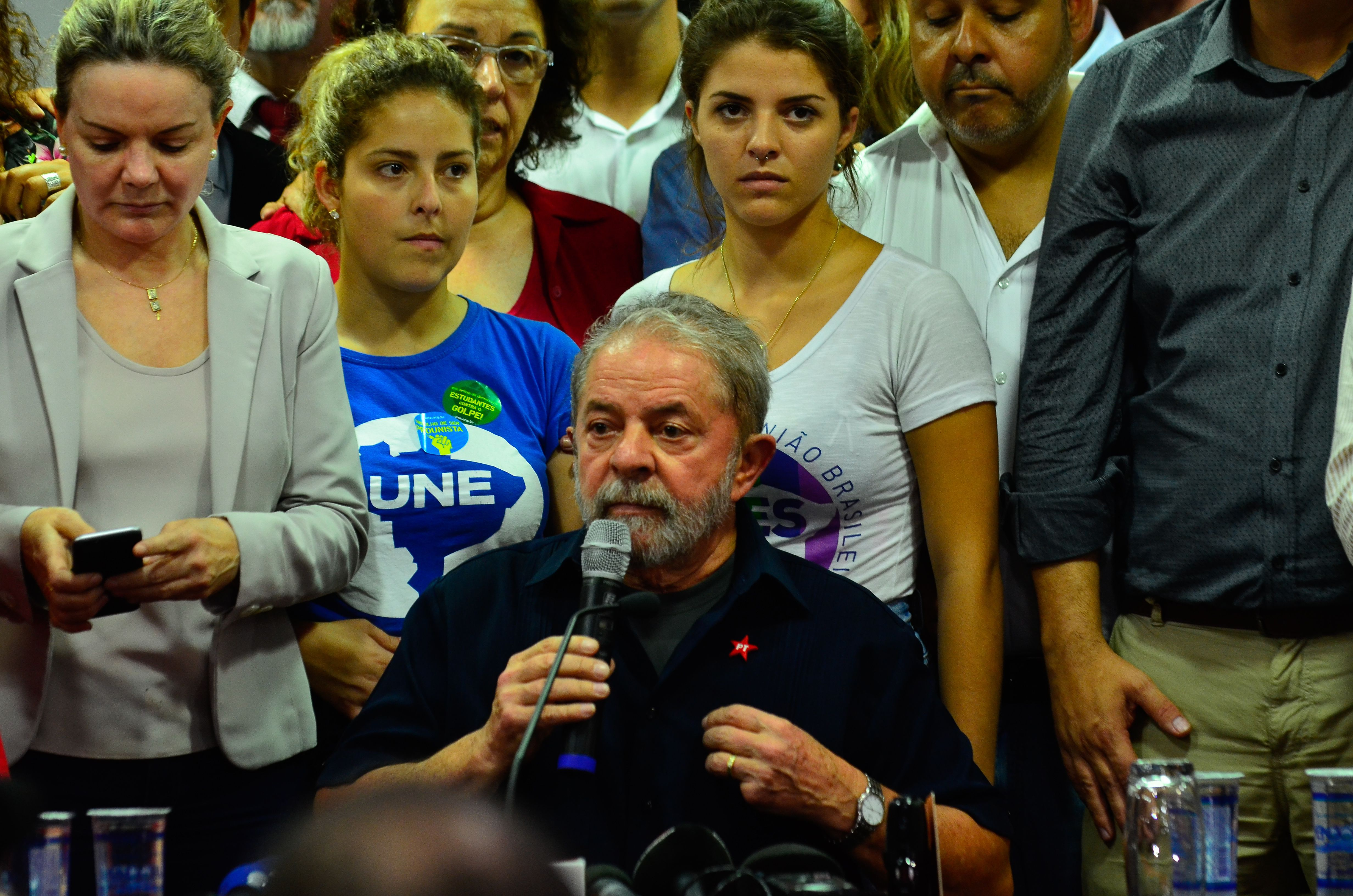
Lula vào tháng 4 năm 2016

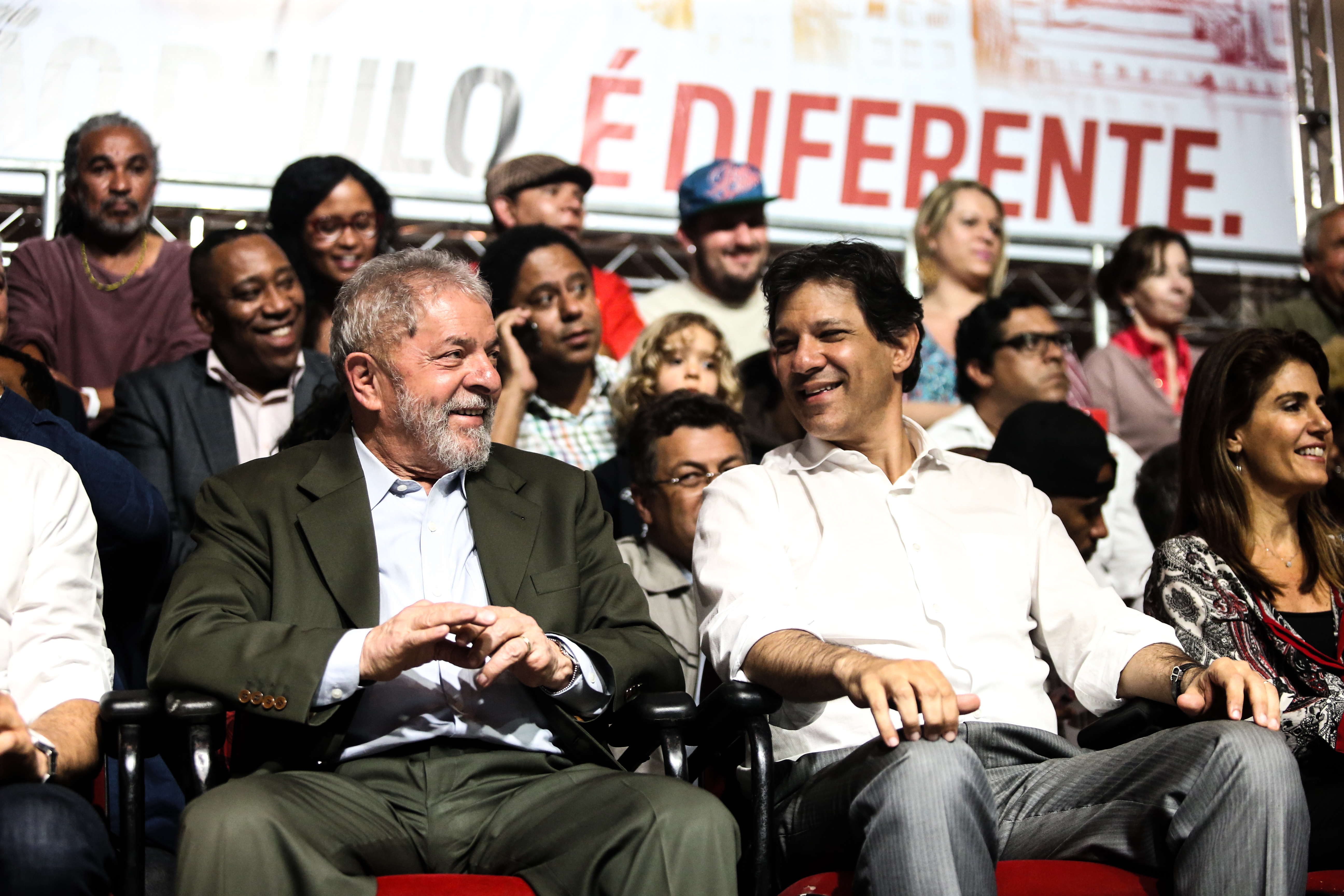
Lula với chính trị gia Fernando Haddad vào tháng 9 năm 2016

Vào ngày 29 tháng 10 năm 2011, thông qua Bệnh viện Syria-Lebanon của São Paulo, người ta thông báo rằng Lula có một khối u ác tính trong thanh quản. Ông ấy đã hóa trị để chống lại khối u, và vào ngày 16 tháng 11, văn phòng báo chí của ông ấy đã công bố những bức ảnh vợ ông ấy cạo râu và tóc của ông ấy, khiến ông ấy bị hói, mặc dù ông ấy vẫn để ria mép. Đây là lần đầu tiên người ta thấy ông không để râu kể từ khi rời nhiệm sở. Ông đã được điều trị bằng bức xạ, và căn bệnh ung thư đã thuyên giảm. Lula thông báo hồi phục vào tháng 3 năm 2012, cũng như việc ông trở lại chính trường. Chính trị gia Dilma Rousseff, khi đó là tổng thống Brazil, hoan nghênh tin này. Trái ngược với những tin đồn, đầu năm 2013, Lula tuyên bố rằng ông không phải là ứng cử viên tổng thống, ủng hộ Dilma Rousseff cho nhiệm kỳ thứ hai.
Việc bổ nhiệm làm dấy lên lo ngại về việc bắt giữ và điều tra ông.
Vào ngày 21 tháng 1 năm 2021, Lula nói rằng ông ấy có kết quả xét nghiệm dương tính với COVID-19 khi đang tham gia quay bộ phim tài liệu Oliver Stone ở Cuba, năm ngày sau khi đến hòn đảo này. Ông không cần nhập viện và đã có thể hồi phục. Vào ngày 13 tháng 3 năm 2021, Lula được tiêm liều vắc-xin CoronaVac đầu tiên.

### Bầu cử Tổng thống năm 2018

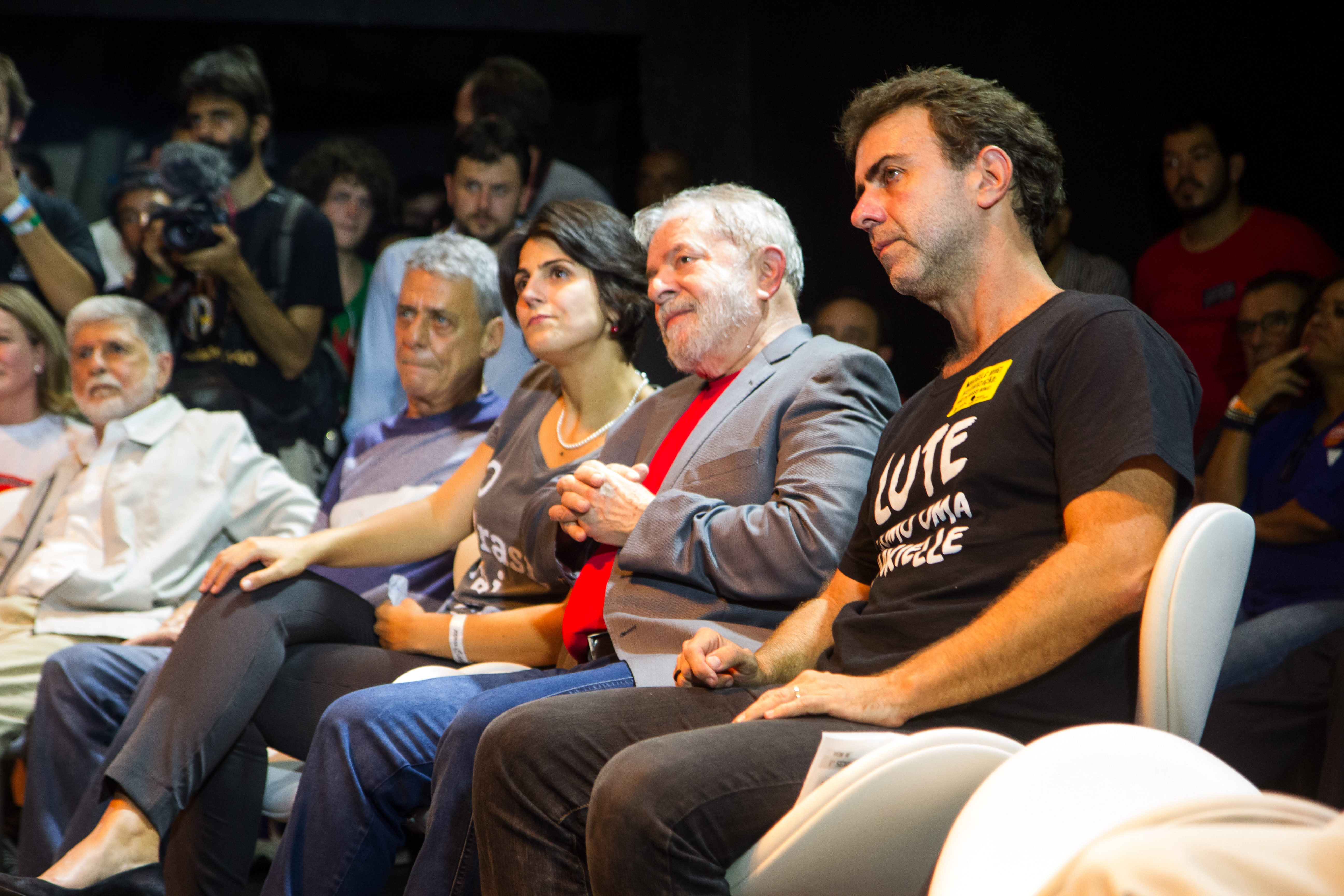
Lula với chính trị gia Manuela d'Ávila và Marcelo Freixo vào tháng 4 năm 2018

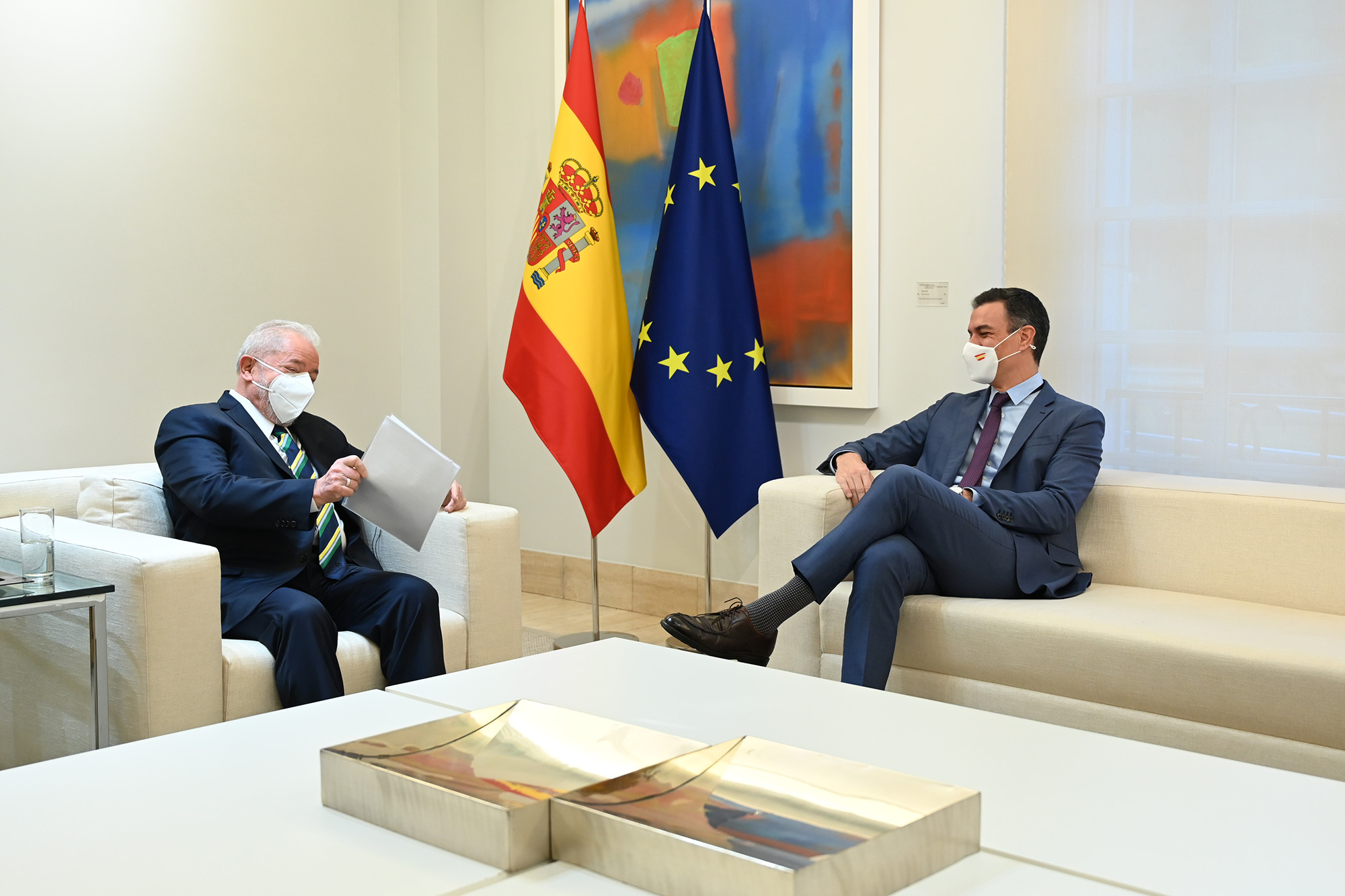
Lula với Thủ tướng Tây Ban Nha Pedro Sánchez vào tháng 11 năm 2021

Năm 2017, Lula tuyên bố ông sẽ lại ứng cử tổng thống của Đảng Công nhân trong cuộc bầu cử năm 2018. Vào tháng 9, ông dẫn đầu một đoàn người ủng hộ đi qua các bang của Brazil, bắt đầu với Minas Gerais, người có thống đốc là đồng minh chính trị của Lula, Fernando Pimentel. Khi đi qua miền Nam Brazil, đoàn lữ hành đã trở thành mục tiêu của các cuộc biểu tình. Ở Paraná, một chiếc xe buýt vận động tranh cử đã bị bắn, và ở Rio Grande do Sul, người ta ném đá vào các chiến binh ủng hộ Lula.
Bất chấp việc Lula bị bỏ tù vào tháng 4 năm 2018, Đảng Công nhân vẫn giữ Lula là ứng cử viên tổng thống của đảng. Trong một cuộc thăm dò do Ibope thực hiện vào tháng 6 năm 2018, Lula dẫn đầu với 33% ý định bỏ phiếu, với ứng cử viên PSL Jair Bolsonaro đứng thứ hai với 15%. Lula đã đàm phán về một liên minh quốc gia với PCdoB và các liên minh khu vực với Đảng Xã hội.
Đảng Công nhân chính thức đề cử Lula làm ứng cử viên của mình vào ngày 5 tháng 8 năm 2018, tại São Paulo. Nam diễn viên Sérgio Mamberti đã đọc một lá thư do Lula viết, người không thể tham dự vì án tù. Cựu thị trưởng São Paulo Fernando Haddad được chỉ định là người tranh cử của Lula và dự định đại diện cho Lula trong các sự kiện và tranh luận. Trong trường hợp Lula được tuyên bố là không đủ tư cách, Haddad sẽ thay thế Lula làm ứng cử viên, với Manuela d'Ávila thay thế Haddad làm ứng cử viên phó tổng thống.
Đáp lại kháng cáo coi Lula là tù nhân chính trị, Ủy ban Nhân quyền Liên Hợp Quốc đã ra phán quyết vào ngày 17 tháng 8 năm 2018 rằng họ đã yêu cầu chính phủ Brazil cho phép Lula thực hiện các quyền chính trị của mình.
Trong một cuộc thăm dò ngày 26 tháng 8, Lula có 39% ý định bỏ phiếu trong vòng một tháng kể từ vòng đầu tiên. Cuộc thăm dò ý kiến tương tự đã đưa Lula vượt lên dẫn trước tất cả những đối thủ của anh ấy trong lượt đấu thứ hai, bao gồm cả người gần nhất, ứng cử viên PSL Jair Bolsonaro, với tỷ số 52 so với 32.
Việc ứng cử của Lula đã bị Tòa án bầu cử cấp cao từ chối vào ngày 31 tháng 8 năm 2018, khi đa số trong hội đồng bảy thẩm phán bỏ phiếu cấm Lula tham gia cuộc đua tổng thống. Vào ngày 11 tháng 9 năm 2018, Lula chính thức bỏ cuộc bầu cử và được thay thế bởi Fernando Haddad, người mà Lula tán thành.

## Tổng thống lần hai (2023–nay)

### Bầu cử năm 2022

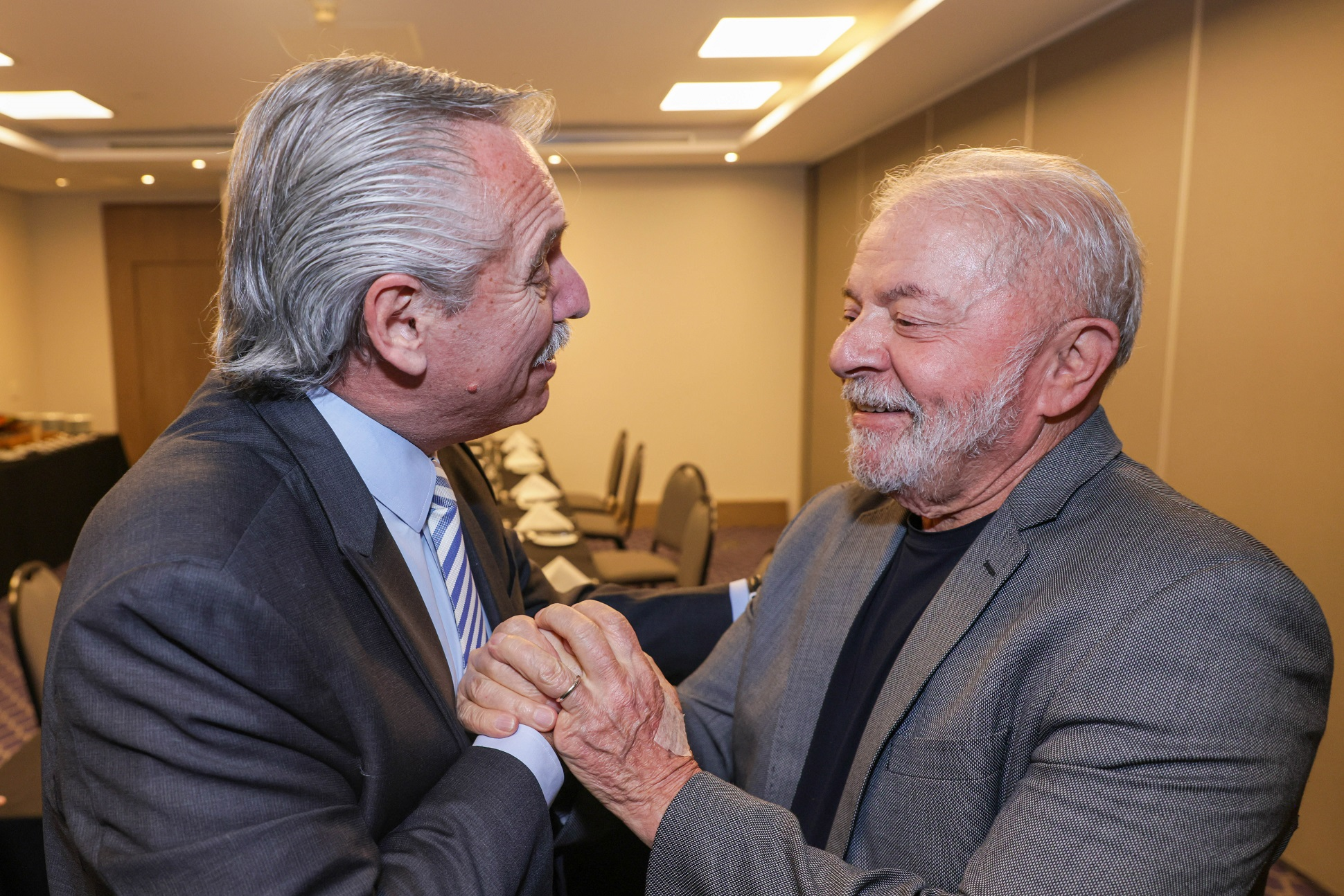
Lula với Tổng thống Argentina Alberto Fernández vào tháng 10 năm 2022

Vào tháng 5 năm 2021, Lula tuyên bố rằng ông sẽ tranh cử nhiệm kỳ thứ ba trong cuộc tổng tuyển cử tháng 10 năm 2022, chống lại Tổng thống đương nhiệm Jair Bolsonaro, với các cuộc thăm dò dư luận vào cuối tháng 7 năm 2021 cho thấy ông sẽ đánh bại Bolsonaro một cách thoải mái. Ông ấy dẫn trước Bolsonaro 17% trong một cuộc thăm dò vào tháng 1 năm 2022.
Vào tháng 4 năm 2022, Lula thông báo rằng người bạn tranh cử của ông sẽ là Geraldo Alckmin, thống đốc ba nhiệm kỳ của bang Sao Paulo, người đã tranh cử với Lula trong cuộc bầu cử tổng thống năm 2006.
Vào ngày 2 tháng 10, cuộc bỏ phiếu của vòng đầu tiên, Lula ở vị trí đầu tiên với 48,43% số phiếu bầu, lọt vào vòng thứ hai với Bolsonaro, người nhận được 43,20% số phiếu bầu. Lula được bầu ở vòng hai vào ngày 30 tháng 10, ba ngày sau sinh nhật thứ bảy mươi bảy của ông. Ông trở thành tổng thống đầu tiên của Brazil được bầu ba nhiệm kỳ và là tổng thống đầu tiên kể từ Getúlio Vargas phục vụ trong các nhiệm kỳ không liên tiếp. Ông cũng là ứng cử viên đầu tiên đánh bại một tổng thống đương nhiệm. Ông sẽ tuyên thệ nhậm chức vào ngày 1 tháng 1 năm 2023.

### Nhiệm kỳ

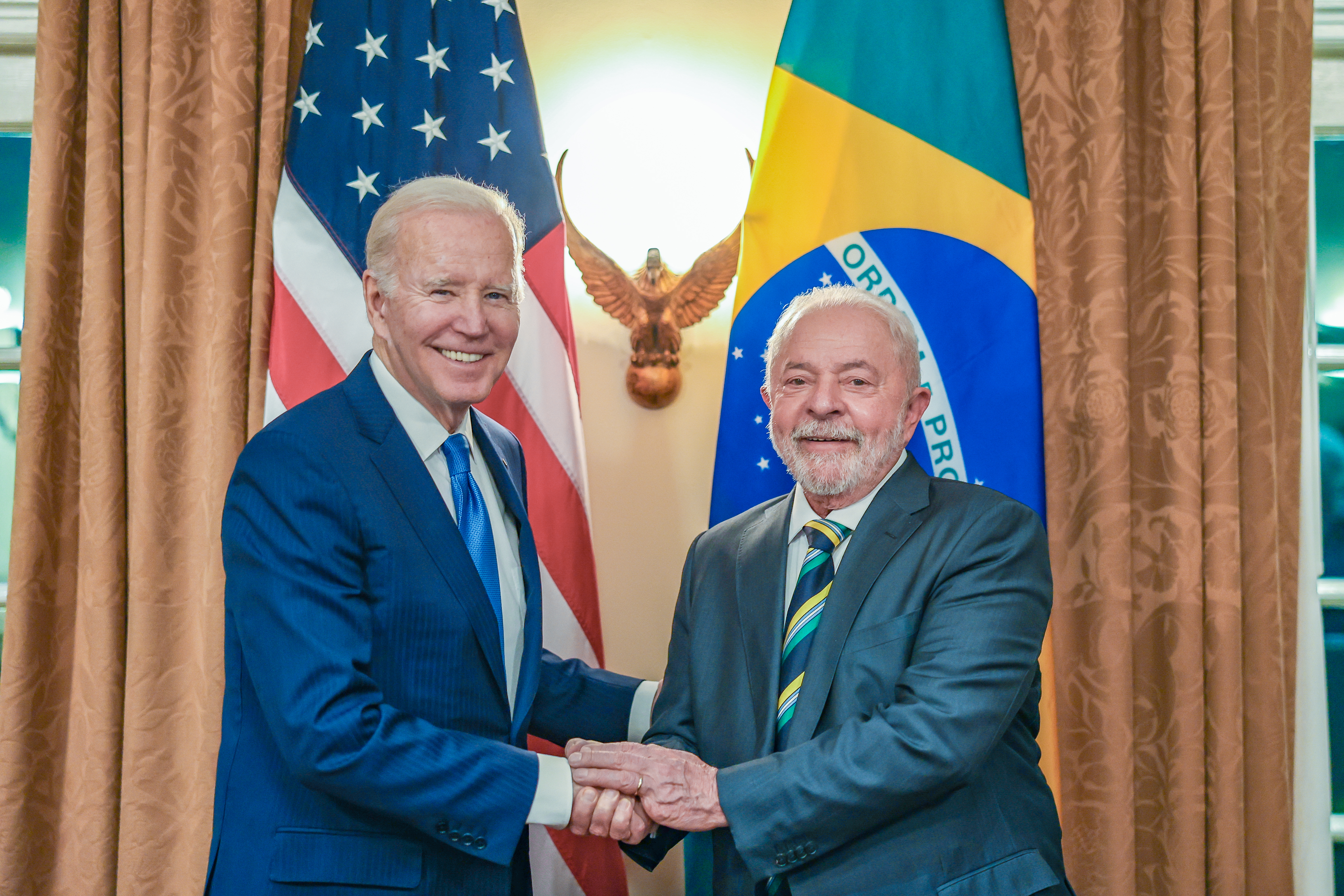
Lula và Tổng thống Hoa Kỳ Joe Biden tại Nhà Trắng ngày 10 tháng 2 năm 2023

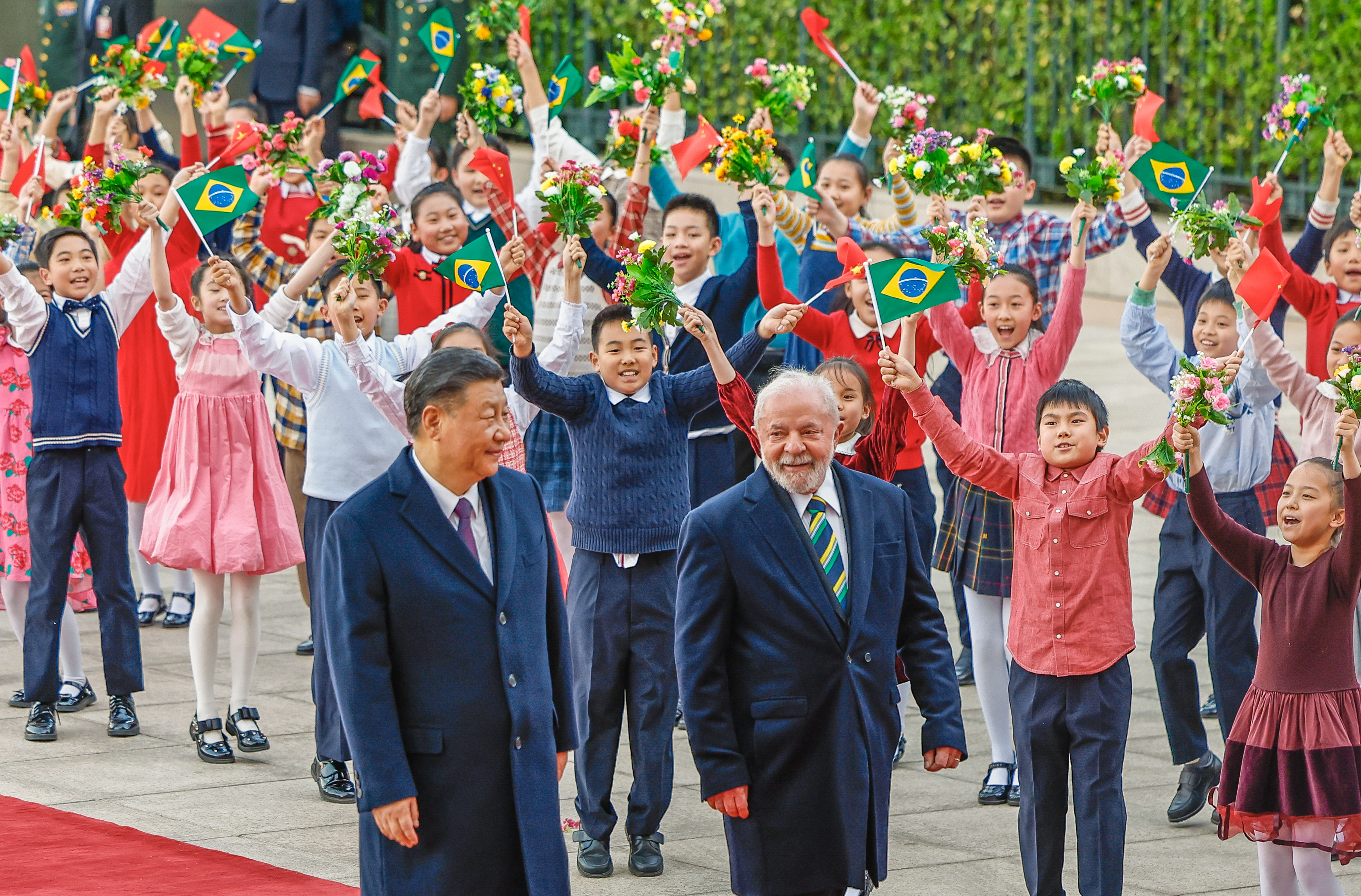
Lula và Chủ tịch nước Trung Quốc Tập Cận Bình, tháng 4 năm 2023

Lula nói rằng các cam kết chính của ông là tái thiết đất nước trước cuộc khủng hoảng kinh tế; với dân chủ, chủ quyền và hòa bình; với sự phát triển và ổn định kinh tế; với cuộc chiến chống đói nghèo; với giáo dục; với việc thực hiện Hệ thống Văn hóa Quốc gia và mở rộng các chương trình nhà ở.
Về chính sách đối ngoại, lập trường của Lula vào tháng 2 năm 2023 về việc Nga xâm lược Ukraine bị Ukraine coi là "nỗ lực bóp méo sự thật của Nga". Ông than thở rằng mọi người đang kích động lòng căm thù đối với Putin, và nói về EU rằng "họ không cần phải khuyến khích đối đầu." Trong khi lên án cuộc xâm lược, Lula liên tục chỉ trích NATO và EU là nguyên nhân gây ra chiến tranh, cáo buộc tổ chức này "tự cho mình có quyền thiết lập các căn cứ quân sự ở vùng lân cận của một quốc gia khác", chỉ trích các nhà lãnh đạo phương Tây vì "khuyến khích chiến tranh thay vì tập trung vào các cuộc đàm phán kín" và đã "không làm đủ để đàm phán với Nga trước thềm cuộc xâm lược", đồng thời đổ lỗi cho tổng thống Ukraine Volodymyr Zelenskyy là "chịu trách nhiệm về cuộc chiến như Putin". Sau đó vào tháng 4 năm 2023, ông gợi ý rằng Ukraine nên "từ bỏ Crimea" để đổi lấy hòa bình và việc Nga rút khỏi lãnh thổ Ukraine mà nước này chiếm đóng sau tháng 2 năm 2022, nói rằng Zelenskyy "không thể muốn mọi thứ". Vào tháng 4 năm 2023, Lula lên án việc Nga vi phạm toàn vẹn lãnh thổ của Ukraine và nói rằng Nga nên rút khỏi lãnh thổ Ukraine mà nước này đã chiếm đóng kể từ tháng 2 năm 2022. Lula cho biết Brazil ủng hộ một "giải pháp chính trị được thương lượng cho cuộc xung đột" và bày tỏ "mối quan tâm" về "hậu quả toàn cầu" của cuộc chiến "về an ninh lương thực và năng lượng, đặc biệt là ở những vùng nghèo nhất hành tinh." Vào ngày 13 tháng 4 trong chuyến thăm Trung Quốc, Lula đề xuất thành lập một "câu lạc bộ hòa bình" từ một nhóm các nước đang phát triển, bao gồm Brazil và Trung Quốc, để cố gắng đàm phán hòa bình ở Ukraine. Vào ngày 26 tháng 4 trong một cuộc họp báo chung tại Cung điện Moncloa, Thủ tướng Tây Ban Nha Pedro Sánchez đã đặt thêm câu hỏi về quan điểm của Lula khi người trước đó nhấn mạnh rằng đất nước nạn nhân cần được hỗ trợ. Lula đã được Pepa Bueno phỏng vấn cho một nhật báo của Tây Ban Nha, và ông nói về Hội đồng Bảo an Liên Hợp Quốc, nơi chỉ bao gồm Cộng hòa Nhân dân Trung Hoa với tư cách là thành viên thường trực kể từ ngày 25 tháng 10 năm 1971, rằng nó bị đóng băng trong kỷ nguyên năm 1945, và ông ấy muốn sử dụng điều này như một lý do để cải cách nó.
Về chính sách môi trường, Lula đã cam kết chấm dứt khai thác gỗ bất hợp pháp, với người phát ngôn của Tổ chức Hòa bình xanh Brazil Rômulo Batista tuyên bố rằng "việc giải quyết khủng hoảng sẽ đòi hỏi phải xây dựng lại nhân lực của các cơ quan môi trường đã bị những người theo chủ nghĩa dân túy cực hữu [Jair Bolsonaro] moi ruột, một quá trình không thể xảy ra trong một sớm một chiều".  Trong 3 tháng đầu năm 2023, tỷ lệ phá rừng Amazon đã giảm đáng kể, được ghi nhận thấp hơn 11% so với cùng kỳ năm 2022. Tuy nhiên, tỷ lệ này trong tháng 3 cao hơn 14%. Trong tháng 4, tỷ lệ phá rừng thấp hơn 68% so với năm trước. Lula cam kết công nhận 14 khu bảo tồn bản địa mới. Sáu khu đã được công nhận tính đến tháng 5 năm 2023. Lula và tổng thống Mỹ Joe Biden đã cam kết hợp tác cùng nhau về vấn đề này. Vào tháng 4, Biden đã cam kết trao 500 triệu đô la cho Quỹ Amazon vốn bị đóng băng dưới thời Bolsonaro cầm quyền và hoạt động trở lại khi Lula trở lại nắm quyền, như một "một phần trong nỗ lực của hai quốc gia nhằm đối phó với biến đổi khí hậu." Theo John Kerry, hỗ trợ tài chính tổng thể từ Hoa Kỳ đến Brazil để ngăn chặn nạn phá rừng thông qua các kênh khác nhau sẽ vào khoảng 2 tỷ đô la Mỹ.

## Vị trí chính trị và triết học
Ở Brazil, những người theo chủ nghĩa tự do thường bị những người cánh tả tránh xa vì có liên quan đến các chính sách ủng hộ doanh nghiệp trong thời kỳ tân tự do hoặc chế độ độc tài quân sự. Ông ủng hộ "chủ nghĩa xã hội của thế kỷ 21", nhưng chủ nghĩa Lulism được coi là về cơ bản giống với chủ nghĩa tự do xã hội. Mặc dù thể hiện xu hướng tự do trung tả ôn hòa về kinh tế, nhưng ông nhấn mạnh sự gần gũi của mình với Cộng hòa Bolivar Venezuela và đánh giá tiêu cực Juan Guaidó trong cuộc khủng hoảng ở Venezuela. Cá nhân ông ấy "chống lại" việc phá thai, nhưng vẫn cho rằng nó nên được coi là một vấn đề sức khỏe cộng đồng.

## Danh hiệu và giải thưởng
Danh sách các giải thưởng của Lula từ năm 2003:

### Danh hiệu quốc gia
| Thanh ruy băng | Danh hiệu                               | Ngày tháng và bình luận                 | Ref.    |
| -------------- | --------------------------------------- | --------------------------------------- | ------- |
|                | Huân chương Chữ thập phương Nam         | 2003 – tự động khi nhậm chức tổng thống | [ 182 ] |
|                | Đại Thập tự của Huân chương Rio Branco  | 2003 – tự động khi nhậm chức tổng thống | [ 183 ] |
|                | Đại Thập tự Huân chương Quân công       | 2003 – tự động khi nhậm chức tổng thống | [ 184 ] |
|                | Đại Thập tự Huân chương Hải quân        | 2003 – tự động khi nhậm chức tổng thống |         |
|                | Đại Thập tự Huân chương Hàng không      | 2003 – tự động khi nhậm chức tổng thống |         |
|                | Đại Thập tự Huân chương Tư pháp quân sự | 2003 – tự động khi nhậm chức tổng thống |         |
|                | Đại Thập tự Huân chương Quốc gia        | 2013                                    | [ 185 ] |

### Danh hiệu quốc tế
| Thanh ruy băng         | Quốc gia       | Danh hiệu                                                         | Ngày tháng           | Ref.    |
| ---------------------- | -------------- | ----------------------------------------------------------------- | -------------------- | ------- |
|                        | Algeria        | Huân chương Quốc gia                                              | 7 tháng 2 năm 2006   | [ 186 ] |
|                        | Benin          | Đại Thập tự Huân chương Quốc gia Benin                            | 17 tháng 3 2013      | [ 187 ] |
|                        | Bolivia        | Vòng cổ Huân chương Thần ưng Andes                                | 2007                 |         |
|                        | Cape Verde     | Huân chương Đại Thập tự của Amílcar Cabral                        | 29 tháng 7 năm 2004  | [ 188 ] |
|                        | Colombia       | Huân chương Boyacá                                                | 14 tháng 12 năm 2005 | [ 189 ] |
|                        | Cuba           | Đại Thập tự của Huân chương Carlos Manuel de Céspedes             | 20 tháng 12 năm 2019 | [ 190 ] |
|                        | Denmark        | Hiệp sĩ của Huân chương Voi                                       | 12 tháng 9 năm 2007  |         |
|                        | Ecuador        | Vòng cổ lớn của Huân chương Quốc gia San Lorenzo                  | 6 tháng 6 năm 2013   |         |
|                        | Gabon          | Đại Thập tự sao Xích đạo                                          | 28 tháng 7 năm 2004  | [ 191 ] |
|                        | Ghana          | Huân chương Ngôi sao Ghana                                        | 13 tháng 4 năm 2005  | [ 192 ] |
| Medalha Amílcar Cabral | Guinea-Bissau  | Thành viên của Amílcar Cabral                                     | 2010                 | [ 193 ] |
|                        | Guyana         | Huân chương Ưu tú của Guyana                                      | 25 tháng 11 năm 2010 | [ 194 ] |
|                        | Mexico         | Vòng cổ của Huân chương Đại bàng Aztec                            | 3 tháng 8 năm 2007   | [ 195 ] |
|                        | Norway         | Đại Thập tự của Huân chương Công đức Hoàng gia Na Uy              | 13 tháng 9 năm 2007  |         |
|                        | Norway         | Huân chương Thánh Olav                                            | 2003                 |         |
|                        | Palestine      | Vòng cổ nhà nước Palestine                                        | 2010                 |         |
|                        | Panama         | Đại Thập tự của Huân chương của Omar Torrijos Herrera             | 10 tháng 8 năm 2007  | [ 196 ] |
|                        | Peru           | Vòng cổ với Kim cương của Huân chương Mặt trời                    | 25 tháng 8 năm 2003  | [ 197 ] |
|                        | Portugal       | Huân chương Tháp và Kiếm                                          | 5 tháng 3 năm 2008   | [ 198 ] |
|                        | Portugal       | Vòng cổ Huân chương Tự do                                         | 23 tháng 7 năm 2003  | [ 198 ] |
|                        | Spain          | Hiệp sĩ đeo cổ của Huân chương Công giáo Isabella                 | 2003                 | [ 199 ] |
|                        | Saudi Arabia   | Chuỗi Huân chương của Abdulaziz Al Saud                           | 2009                 |         |
|                        | South Africa   | Huân chương Đồng hành của O. R. Tambo                             | 2011                 |         |
|                        | Sweden         | Hiệp sĩ của Huân chương Hoàng gia của Seraphim                    | 2007                 | [ 200 ] |
|                        | Syria          | Thành viên hạng nhất của Trật tự của Umayyads                     | 2010                 |         |
|                        | Ukraine        | Thành viên hạng nhất của Huân chương Hoàng tử Yaroslav Thông thái | 2003                 | [ 201 ] |
|                        | Ukraine        | Thành viên của Huân chương Tự do                                  | 2009                 | [ 202 ] |
|                        | United Kingdom | Hiệp sĩ Thập tự Order of the Bath                                 | 2006                 | [ 203 ] |
|                        | Zambia         | Đại chỉ huy của Huân chương Đại bàng Zambia                       | 2010                 | [ 204 ] |

### Giải thưởng nước ngoài
| Quốc gia       | Giải thưởng                                         | Ngày và tháng     | Ref.            |
| -------------- | --------------------------------------------------- | ----------------- | --------------- |
| Spain          | Giải thưởng Princess of Asturias về hợp tác quốc tế | Tháng 10 năm 2003 | [ 205 ]         |
| Portugal       | Honoris Causa Tiến sĩ Kinh tế, Đại học Coimbra      | Tháng 3 năm 2011  | [ 206 ]         |
| France         | Tiến sĩ Honoris Causa, Khoa học Po Paris            | Tháng 9 năm 2011  | [ 207 ] [ 208 ] |
| Poland         | Giải thưởng Lech Wałęsa                             | Tháng 9 năm 2011  | [ 209 ] [ 210 ] |
| United Kingdom | Chủ tịch danh dự của Lao động trẻ (Anh)             | Tháng 10 năm 2018 | [ 211 ]         |
| France         | Công dân danh dự của Paris                          | Tháng 3 năm 2020  | [ 212 ] [ 213 ] |
| Argentina      | Tiến sĩ Honoris Causa, Đại học Quốc gia Rosario     | Tháng 5 năm 2020  | [ 214 ] [ 215 ] |

## Trong văn hóa đại chúng
Đạo diễn phim được đề cử giải Oscar Fábio Barreto đã đạo diễn bộ phim Brazil Lula, Son of Brazil năm 2009 mô tả cuộc đời của Lula cho đến năm 35 tuổi. Bộ phim thất bại về mặt thương mại và phê bình. Các nhà phê bình cáo buộc rằng đó là tuyên truyền bầu cử, thúc đẩy sự sùng bái cá nhân.
Sê-ri Cơ chế trên Netflix đề cập đến Chiến dịch Rửa xe và có một nhân vật ám chỉ đến Lula, João Higino, do Arthur Kohl thủ vai.
Bộ phim tài liệu The Edge of Democracy năm 2019, do Petra Costa viết kịch bản và đạo diễn, ghi lại sự thăng trầm của Lula và Dilma Rousseff cũng như những biến động chính trị xã hội ở Brazil trong giai đoạn này.